# Lista țărilor în funcție de altitudinea medie

Harta globală a țărilor lumii în funcție de altitudinea medie

Lista țărilor în funcție de altitudinea medie este o listă a țărilor și teritoriilor lumii în funcție de altitudinea medie și extremele de altitudine (punctul de altitudine maximă și punctul de altitudine minimă), în principal pe baza datelor publicate de Agenția Centrală de Informații. Lista include state suverane și teritorii dependente autonome bazate pe standardul ISO 3166-1 al Organizației Internaționale de Standardizare, precum și, în afara clasamentului, state nerecunoscute oficial, teritorii aflate în administrarea unui stat sau aflate în dispută, în special insulare.

## Lista țărilor după altitudinea medie și extremele de altitudine (maximă și minimă)
Sortarea este alfabetică după codul țării, conform ISO 3166-1 alpha-3.
| Țară/Teritoriu/Regiune/Grup                                                                                        | Altitudine maximă                                                                   | Altitudine maximă | Altitudine minimă                                    | Altitudine minimă | Altitudine medie |
| |                                                                                     |                   |                                                      |                   |                  |
| --- | ----------------------------------------------------------------------------------- | ----------------- | ---------------------------------------------------- | ----------------- | ---------------- |
| TERRA | Everest (Jo mo glang ma, Sagarmāthā)                                                | 8849 m            | Ghețarul Denman (Antarctica)                         | −3500 m           | 840 m            |
| Aruba | Ceru Jamanota                                                                       | 188 m             | Marea Caraibilor                                     | 0 m               | 66 m             |
| Afganistan | Noshak                                                                              | 7492 m            | Amu Darya                                            | 258 m             | 1884 m           |
| Angola | Moco                                                                                | 2620 m            | Oceanul Atlantic                                     | 0 m               | 1112 m           |
| Anguilla | Crocus Hill                                                                         | 73 m              | Marea Caraibilor                                     | 0 m               | 33 m             |
| Albania | Korab                                                                               | 2764 m            | Marea Adriatică                                      | 0 m               | 708 m            |
| Andorra | Pic de Coma Pedrosa                                                                 | 2946 m            | râul Riu Runer                                       | 840 m             | 1996 m           |
| Emiratele Arabe Unite                                                                                              | Jabal Bil 'Ays                                                                      | 1905 m            | Golful Persic                                        | 0 m               | 149 m            |
| Argentina | Cerro Aconcagua                                                                     | 6962 m            | Laguna del Carbón                                    | −105 m            | 595 m            |
| Armenia | Aragats Lerrnagagat'                                                                | 4090 m            | râul Debed                                           | 400 m             | 1792 m           |
| Samoa Americană | Muntele Lata                                                                        | 964 m             | Oceanul Pacific                                      | 0 m               | 482 m            |
| Antarctica | Masivul Vinson                                                                      | 4892 m            | Ghețarul Denman                                      | −3500 m           | 2300 m           |
| Antigua și Barbuda                                                                                                 | Boggy Peak, pe muntele Obama                                                        | 402 m             | Marea Caraibilor                                     | 0 m               | 202 m            |
| Australia | Muntele Kosciuszko                                                                  | 2228 m            | Lacul Eyre                                           | −15 m             | 330 m            |
| Austria | Großglockner                                                                        | 3798 m            | Neusiedler See                                       | 115 m             | 910 m            |
| Azerbaidjan | Bazardüzü                                                                           | 4466 m            | Marea Caspică                                        | −28 m             | 384 m            |
| Burundi | cotă nenumită pe Mukike Range                                                       | 2685 m            | Lacul Tanganyika                                     | 772 m             | 1504 m           |
| Belgia | Signal de Botrange                                                                  | 694 m             | Marea Nordului                                       | 0 m               | 181 m            |
| Benin | cotă nenumită situată la 2.5 km sud-est de orașul Kotapounga                        | 675 m             | Oceanul Atlantic                                     | 0 m               | 273 m            |
| Burkina Faso | Muntele Tena Kourou                                                                 | 749 m             | râul Mouhoun (Black Volta)                           | 200 m             | 297 m            |
| Bangladesh | Mowdok Taung                                                                        | 1060 m            | Oceanul Indian                                       | 0 m               | 85 m             |
| Bulgaria | Vârful Musala                                                                       | 2925 m            | Marea Neagră                                         | 0 m               | 472 m            |
| Bahrain | Jabal al-Dukhan                                                                     | 135 m             | Golful Persic                                        | 0 m               | 61 m             |
| Bahamas | 1.3 km nord-est de Old Bight, pe muntele Alvernia de pe Insula Cat                  | 64 m              | Oceanul Atlantic                                     | 0 m               | 63 m             |
| Bosnia și Herțegovina                                                                                              | Vârful Micul Maglić (Mali Maglić)                                                   | 2386 m            | Marea Adriatică                                      | 0 m               | 500 m            |
| Saint Barthélemy                                                                                                   | Morne du Vitet                                                                      | 286 m             | Marea Caraibilor                                     | 0 m               | 281 m            |
| Belarus | Dziarjînskaia hara                                                                  | 345 m             | râul Neman                                           | 90 m              | 160 m            |
| Belize | Doyle's Delight                                                                     | 1124 m            | Marea Caraibilor                                     | 0 m               | 173 m            |
| Insulele Bermude                                                                                                   | Town Hill                                                                           | 79 m              | Oceanul Atlantic                                     | 0 m               | 38 m             |
| Bolivia | Nevado Sajama                                                                       | 6542 m            | râul Paraguay                                        | 90 m              | 1192 m           |
| Brazilia | Pico da Neblina                                                                     | 2994 m            | Oceanul Atlantic                                     | 0 m               | 320 m            |
| Barbados | Muntele Hillaby                                                                     | 336 m             | Oceanul Atlantic                                     | 0 m               | 240 m            |
| Brunei | Bukit Pagon                                                                         | 1850 m            | Marea Chinei de Sud                                  | 0 m               | 478 m            |
| Bhutan | Gangkar Puensum                                                                     | 7570 m            | Drangme Chhu                                         | 97 m              | 2220 m           |
| Insula Bouvet | Olavtoppen                                                                          | 780 m             | Oceanul Atlantic                                     | 0 m               | 188 m            |
| Botswana | Monalanong Hill                                                                     | 1495 m            | confluența râurilor Limpopo și Shashe                | 513 m             | 1013 m           |
| Republica Centrafricană                                                                                            | Muntele Ngaoui                                                                      | 1410 m            | râul Oubangui                                        | 335 m             | 635 m            |
| Canada | Muntele Logan                                                                       | 5959 m            | Oceanele Atlantic/Pacific/Arctic                     | 0 m               | 487 m            |
| Insulele Cocos | extremitatea sudică a South Island                                                  | 9 m               | Oceanul Indian                                       | 0 m               | 3 m              |
| Elveția | Vârful Dufour                                                                       | 4634 m            | Lago Maggiore                                        | 195 m             | 1350 m           |
| Chile | Nevado Ojos del Salado                                                              | 6893 m            | Oceanul Pacific                                      | 0 m               | 1871 m           |
| China | Everest (Jo mo glang ma)                                                            | 8849 m            | Turpan Pendi (Depresiunea Turpan)                    | −154 m            | 1840 m           |
| Coasta de Fildeș                                                                                                   | Muntele Nimba                                                                       | 1752 m            | Golful Guineei                                       | 0 m               | 250 m            |
| Camerun | Fako pe muntele Cameroun                                                            | 4045 m            | Oceanul Atlantic                                     | 0 m               | 667 m            |
| Republica Democrată Congo                                                                                          | Pic Marguerite pe Ngaliema (Muntele Stanley)                                        | 5110 m            | Oceanul Atlantic                                     | 0 m               | 726 m            |
| Congo | Muntele Nabeba                                                                      | 1020 m            | Oceanul Atlantic                                     | 0 m               | 430 m            |
| Insulele Cook | Te Manga                                                                            | 652 m             | Oceanul Pacific                                      | 0 m               |                  |
| Columbia | Pico Cristóbal Colón                                                                | 5730 m            | Oceanul Pacific                                      | 0 m               | 593 m            |
| Comore | Muntele Karthala                                                                    | 2360 m            | Oceanul Indian                                       | 0 m               | 1180 m           |
| Insula Clipperton                                                                                                  | Rocher de Clipperton                                                                | 29 m              | Oceanul Pacific                                      | 0 m               | 2 m              |
| Capul Verde | Pico do Fogo de pe insula Fogo                                                      | 2829 m            | Oceanul Atlantic                                     | 0 m               | 12 m             |
| Costa Rica | Cerro Chirripó                                                                      | 3819 m            | Oceanul Pacific                                      | 0 m               | 746 m            |
| Cuba | Pico Turquino                                                                       | 1974 m            | Marea Caraibilor                                     | 0 m               | 108 m            |
| Curaçao | Christoffelberg                                                                     | 372 m             | Marea Caraibilor                                     | 0 m               | 2 m              |
| Insula Crăciunului                                                                                                 | Murray Hill                                                                         | 361 m             | Oceanul Indian                                       | 0 m               | 7 m              |
| Insulele Cayman | 1 km sud-vest de The Bluff, pe insula Cayman Brac                                   | 50 m              | Marea Caraibilor                                     | 0 m               | 18 m             |
| Cipru | Muntele Olympus (Chionistra)                                                        | 1952 m            | Marea Mediterană                                     | 0 m               | 91 m             |
| Cehia | Sněžka                                                                              | 1603 m            | râul Labe (Elba)                                     | 115 m             | 433 m            |
| Germania | Zugspitze                                                                           | 2962 m            | Neuendorf bei Wilster                                | −3.5 m            | 263 m            |
| Djibouti | Moussa Ali                                                                          | 2021 m            | lacul Assal                                          | −155 m            | 430 m            |
| Dominica | Morne Diablotins                                                                    | 1447 m            | Marea Caraibilor                                     | 0 m               | 724 m            |
| Danemarca | Møllehøj                                                                            | 171 m             | Lammefjorden                                         | −7 m              | 34 m             |
| Republica Dominicană                                                                                               | Pico Duarte                                                                         | 3098 m            | lacul Enriquillo                                     | −46 m             | 424 m            |
| Algeria | Muntele Tahat                                                                       | 2908 m            | Chott Melrhir                                        | −40 m             | 800 m            |
| Ecuador | Chimborazo                                                                          | 6267 m            | Oceanul Pacific                                      | 0 m               | 1117 m           |
| Egipt | Mount Catherine                                                                     | 2629 m            | Depresiunea Qattara din Deșertul Libian              | −133 m            | 321 m            |
| Eritrea | Emba Soira                                                                          | 3018 m            | lângă lacul Kulul, în Depresiunea Danakil            | −75 m             | 853 m            |
| Spania | Pico de Teide (Tenerife), în Insulele Canare                                        | 3718 m            | Oceanul Atlantic                                     | 0 m               | 660 m            |
| Estonia | Suur Munamägi                                                                       | 317 m             | Marea Baltică                                        | 0 m               | 61 m             |
| Etiopia | Ras Dashen                                                                          | 4550 m            | Depresiunea Danakil                                  | −125 m            | 1330 m           |
| Finlanda | borna Rajapyykki 303B, pe muntele Halti                                             | 1324 m            | Marea Baltică                                        | 0 m               | 164 m            |
| Fiji | Tomanivi                                                                            | 1324 m            | Oceanul Pacific                                      | 0 m               | 386 m            |
| Insulele Falkland                                                                                                  | Muntele Usborne                                                                     | 705 m             | Oceanul Atlantic                                     | 0 m               | 10 m             |
| Franța | Mont Blanc                                                                          | 4806 m            | delta râului Rhône                                   | −2 m              | 375 m            |
| Insulele Feroe | Slættaratindur                                                                      | 882 m             | Oceanul Atlantic                                     | 0 m               | 300 m            |
| Micronezia | Muntele Nanlaud, pe insula Pohnpei                                                  | 782 m             | Oceanul Pacific                                      | 0 m               | 2.1 m            |
| Gabon | Muntele Bengoué                                                                     | 1050 m            | Oceanul Atlantic                                     | 0 m               | 377 m            |
| Regatul Unit | Ben Nevis                                                                           | 1344 m            | The Fens                                             | −4 m              | 162 m            |
| Georgia | Șhara                                                                               | 5193 m            | Marea Neagră                                         | 0 m               | 1432 m           |
| Guernsey | Le Moulin, pe insula Sark                                                           | 114 m             | Canalul Mânecii                                      | 0 m               | 110 m            |
| Ghana | Muntele Afadja                                                                      | 885 m             | Oceanul Atlantic                                     | 0 m               | 190 m            |
| Gibraltar | Stânca Gibraltar                                                                    | 426 m             | Marea Mediterană                                     | 0 m               | 213 m            |
| Guineea | Muntele Nimba                                                                       | 1752 m            | Oceanul Atlantic                                     | 0 m               | 472 m            |
| Gambia | cotă nenumită la 3 km sud-est de orașul Sabi                                        | 63 m              | Oceanul Atlantic                                     | 0 m               | 34 m             |
| Guinea-Bissau | Dongol Rondè                                                                        | 277 m             | Oceanul Atlantic                                     | 0 m               | 70 m             |
| Guineea Ecuatorială                                                                                                | Pico Basilé                                                                         | 3008 m            | Oceanul Atlantic                                     | 0 m               | 577 m            |
| Grecia | Vârful Mytikas, Muntele Olimp                                                       | 2917 m            | Marea Mediterană                                     | 0 m               | 498 m            |
| Grenada | Muntele Saint Catherine                                                             | 840 m             | Marea Caraibilor                                     | 0 m               | 300 m            |
| Groenlanda | Gunnbjørn Fjeld                                                                     | 3694 m            | Oceanul Atlantic                                     | 0 m               | 1792 m           |
| Guatemala | Volcán Tajumulco                                                                    | 4220 m            | Oceanul Pacific                                      | 0 m               | 759 m            |
| Guam | Muntele Lamlam                                                                      | 406 m             | Oceanul Pacific                                      | 0 m               | 150 m            |
| Guyana | Laberintos del Norte pe muntele Roraima                                             | 2775 m            | Oceanul Atlantic                                     | 0 m               | 207 m            |
| Hong Kong | Tai Mo Shan                                                                         | 958 m             | Marea Chinei de Sud                                  | 0 m               | 32 m             |
| Insula Heard și Insulele McDonald                                                                                  | Mawson Peak, pe vulcanul Big Ben de pe insula Heard                                 | 2745 m            | Oceanul Indian                                       | 0 m               |                  |
| Honduras | Cerro Las Minas                                                                     | 2870 m            | Marea Caraibilor                                     | 0 m               | 684 m            |
| Croația | Vârful Dinara                                                                       | 1831 m            | Marea Adriatică                                      | 0 m               | 331 m            |
| Haiti | Pic la Selle                                                                        | 2674 m            | Marea Caraibilor                                     | 0 m               | 470 m            |
| Ungaria | Vârful Kékes                                                                        | 1014 m            | râul Râul Tisa                                       | 78 m              | 143 m            |
| Indonezia | Puncak Jaya                                                                         | 4884 m            | Oceanul Indian                                       | 0 m               | 367 m            |
| Insula Man | Snaefell                                                                            | 621 m             | Marea Irlandei                                       | 0 m               | 378 m            |
| India | Kangchenjunga                                                                       | 8586 m            | Oceanul Indian                                       | 0 m               | 160 m            |
| Teritoriul Britanic din Oceanul Indian                                                                             | dune litorale pe insula Diego Garcia                                                | 9 m               | Oceanul Indian                                       | 0 m               |                  |
| Irlanda | Carrauntoohil                                                                       | 1039 m            | Oceanul Atlantic                                     | 0 m               | 118 m            |
| Iran | Kuh-e Damavand                                                                      | 5625 m            | Marea Caspică                                        | −28 m             | 1305 m           |
| Irak | Cheekha Dar („Cortul Negru” în kurdă)                                               | 3611 m            | Golful Persic                                        | 0 m               | 312 m            |
| Islanda | Hvannadalshnjúkur (pe ghețarul Vatnajökull)                                         | 2110 m            | Oceanul Atlantic                                     | 0 m               | 557 m            |
| Israel | Mitspe Shlagim, pe muntele Hermon                                                   | 2224 m            | Marea Moartă                                         | −431 m            | 508 m            |
| Italia | Monte Bianco di Courmayeur                                                          | 4748 m            | Marea Mediterană                                     | 0 m               | 538 m            |
| Jamaica | Blue Mountain Peak                                                                  | 2256 m            | Marea Caraibilor                                     | 0 m               | 18 m             |
| Jersey | Les Platons                                                                         | 136 m             | Canalul Mânecii                                      | 0 m               | 4 m              |
| Iordania | Jabal Umm ad Dami                                                                   | 1854 m            | Marea Moartă                                         | −431 m            | 812 m            |
| Japonia | Muntele Fuji                                                                        | 3776 m            | lacul Hachirōgata                                    | −4 m              | 438 m            |
| Kazahstan | Pik Khan-Tengri                                                                     | 7010 m            | Depresiunea Karagiye (Qaraqiia oiysy)                | −132 m            | 387 m            |
| Kenya | Muntele Kenya                                                                       | 5199 m            | Oceanul Indian                                       | 0 m               | 762 m            |
| Kârgâzstan | Jengish Chokusu (Pik Pobedy)                                                        | 7439 m            | râul Kara-Daryya (Karadar'ya)                        | 132 m             | 2988 m           |
| Cambodgia | Phnum Aoral                                                                         | 1810 m            | Golful Thailandei                                    | 0 m               | 126 m            |
| Kiribati | cotă nenumită pe insula Banaba                                                      | 81 m              | Oceanul Pacific                                      | 0 m               | 2 m              |
| Sfântul Cristofor și Nevis                                                                                         | Muntele Liamuiga                                                                    | 1156 m            | Marea Caraibilor                                     | 0 m               | 8 m              |
| Coreea de Sud | Muntele Hallasan                                                                    | 1950 m            | Marea Japoniei                                       | 0 m               | 282 m            |
| Kuweit | 3.6 km vest de punctul de frontieră Al-Salmi cu Arabia Saudită                      | 300 m             | Golful Persic                                        | 0 m               | 108 m            |
| Laos | Muntele Phou Bia                                                                    | 2817 m            | râul Mekong                                          | 70 m              | 710 m            |
| Liban | Muntele Qurnat as Sawda'                                                            | 3088 m            | Marea Mediterană                                     | 0 m               | 1250 m           |
| Liberia | Muntele Wuteve                                                                      | 1447 m            | Oceanul Atlantic                                     | 0 m               | 243 m            |
| Libia | Muntele Bikku Bitti                                                                 | 2267 m            | Sabkhat Ghuzayyil                                    | −47 m             | 423 m            |
| Sfânta Lucia | Muntele Gimie                                                                       | 948 m             | Marea Caraibilor                                     | 0 m               | 13 m             |
| Liechtenstein | Vorder-Grauspitz                                                                    | 2599 m            | Ruggeller Riet                                       | 430 m             | 1080 m           |
| Sri Lanka | Muntele Pidurutalagala                                                              | 2524 m            | Oceanul Indian                                       | 0 m               | 228 m            |
| Lesotho | Muntele Thabana Ntlenyana                                                           | 3482 m            | zona de confluență a râurilor Orange și Makhaleng    | 1400 m            | 2161 m           |
| Lituania | Aukštojas                                                                           | 294 m             | Marea Baltică                                        | 0 m               | 110 m            |
| Luxemburg | Kneiff                                                                              | 560 m             | râul Moselle                                         | 133 m             | 325 m            |
| Letonia | Dealul Gaiziņkalns                                                                  | 311 m             | Marea Baltică                                        | 0 m               | 87 m             |
| Macao | Alto de Coloane                                                                     | 172 m             | Marea Chinei de Sud                                  | 0 m               | 17 m             |
| Saint-Martin | Pic Paradis                                                                         | 424 m             | Marea Caraibilor                                     | 0 m               | 7 m              |
| Maroc | Jebel Toubkal                                                                       | 4165 m            | Sebkha Tah]]                                         | −59 m             | 909 m            |
| Monaco | Chemin des Révoires pe Mont Agel                                                    | 162 m             | Marea Mediterană                                     | 0 m               | 81 m             |
| Republica Moldova                                                                                                  | Dealul Bălănești                                                                    | 430 m             | Râul Nistru                                          | 2 m               | 139 m            |
| Madagascar | Maromokotro                                                                         | 2876 m            | Oceanul Indian                                       | 0 m               | 615 m            |
| Maldive | 8th tee pe terenul de golf de pe insula Villingili                                  | 5 m               | Oceanul Indian                                       | 0 m               | 2 m              |
| Mexic | Pico de Orizaba                                                                     | 5636 m            | Laguna Salada                                        | −10 m             | 1111 m           |
| Insulele Marshall                                                                                                  | zona central-estică a insulei Airuk (atolul Maloelap)                               | 14 m              | Oceanul Pacific                                      | 0 m               | 2 m              |
| Macedonia de Nord                                                                                                  | Korab                                                                               | 2764 m            | râul Vardar                                          | 50 m              | 741 m            |
| Mali | Hombori Tondo                                                                       | 1155 m            | fluviul Senegal                                      | 23 m              | 343 m            |
| Malta | Ta' Dmejrek, zona costieră Dingli Cliffs                                            | 253 m             | Marea Mediterană                                     | 0 m               | 127 m            |
| Myanmar | Muntele Gamlang Razi                                                                | 5870 m            | Marea Andaman/Golful Bengal                          | 0 m               | 702 m            |
| Muntenegru | Vârful Zla Kolata                                                                   | 2534 m            | Marea Adriatică                                      | 0 m               | 1086 m           |
| Mongolia | Nayramadlin Orgil (Khüiten Peak)                                                    | 4374 m            | Khökh Nuur                                           | 560 m             | 1528 m           |
| Insulele Mariane de Nord                                                                                           | Muntele Agrihan                                                                     | 965 m             | Oceanul Pacific                                      | 0 m               |                  |
| Mozambic | Monte Binga                                                                         | 2436 m            | Oceanul Indian                                       | 0 m               | 345 m            |
| Mauritania | Kediet ej Jill (Kediet Ijill)                                                       | 915 m             | Sebkhet Te-n-Dghamcha                                | −5 m              | 276 m            |
| Montserrat | Soufrière Hills                                                                     | 1050 m            | Marea Caraibilor                                     | 0 m               | 458 m            |
| Mauritius | Piton de la Petite Rivière Noire                                                    | 828 m             | Oceanul Indian                                       | 0 m               | 414 m            |
| Malawi | Sapitwa, Masivul Mulanje                                                            | 3002 m            | zona dintre râul Shire și frontiera cu Mozambic      | 37 m              | 779 m            |
| Malaysia | Gunung Kinabalu                                                                     | 4095 m            | Oceanul Indian                                       | 0 m               | 419 m            |
| Namibia | Königstein din masivul Brandberg                                                    | 2573 m            | Oceanul Atlantic                                     | 0 m               | 1141 m           |
| Noua Caledonie | Mont Panié                                                                          | 1628 m            | Oceanul Pacific                                      | 0 m               | 814 m            |
| Niger | Mont Idoukal-n-Taghès                                                               | 2022 m            | fluviul Niger                                        | 200 m             | 474 m            |
| Nigeria | Chappal Waddi                                                                       | 2419 m            | Oceanul Atlantic                                     | 0 m               | 380 m            |
| Nicaragua | Cerro Mogotón                                                                       | 2085 m            | Oceanul Pacific                                      | 0 m               | 298 m            |
| Niue | cotă nenumită 1.4 km est de satul Hikutavake                                        | 80 m              | Oceanul Pacific                                      | 0 m               | 34 m             |
| Țările de Jos | Muntele Scenery                                                                     | 862 m             | Zuidplaspolder                                       | −7 m              | 30 m             |
| Norvegia | Galdhøpiggen                                                                        | 2469 m            | Marea Norvegiei                                      | 0 m               | 460 m            |
| Nepal | Everest (Sagarmāthā)                                                                | 8849 m            | satul Mukhiyapatti Musharniya                        | 59 m              | 2565 m           |
| Nauru | Muntele Command Ridge                                                               | 70 m              | Oceanul Pacific                                      | 0 m               | 21 m             |
| Noua Zeelandă | Muntele Aoraki (Mount Cook)                                                         | 3724 m            | Oceanul Pacific                                      | 0 m               | 388 m            |
| Oman | Jabal Shams                                                                         | 3004 m            | Marea Arabiei                                        | 0 m               | 310 m            |
| Pakistan | K2 (Mt. Godwin-Austen)                                                              | 8611 m            | Marea Arabiei                                        | 0 m               | 900 m            |
| Panama | Volcán Barú                                                                         | 3475 m            | Oceanul Pacific                                      | 0 m               | 360 m            |
| Peru | Nevado Huascarán                                                                    | 6746 m            | Oceanul Pacific                                      | 0 m               | 1555 m           |
| Filipine | Muntele Apo                                                                         | 2954 m            | Marea Filipinelor                                    | 0 m               | 442 m            |
| Palau | Muntele Ngerchelchuus                                                               | 242 m             | Oceanul Pacific                                      | 0 m               | 121 m            |
| Papua Noua Guinee                                                                                                  | Muntele Wilhelm                                                                     | 4509 m            | Oceanul Pacific                                      | 0 m               | 667 m            |
| Polonia | Vârful nord-vestic al muntelui Rysy                                                 | 2499 m            | în apropiere de satul Raczki Elbląskie               | −2 m              | 173 m            |
| Puerto Rico | Cerro de Punta                                                                      | 1338 m            | Marea Caraibilor                                     | 0 m               | 261 m            |
| Coreea de Nord | Muntele Paektu-san                                                                  | 2744 m            | Marea Japoniei                                       | 0 m               | 600 m            |
| Portugalia | Piquinho (Montanha do Pico) pe insula Pico din arhipelagul Azore                    | 2351 m            | Oceanul Atlantic                                     | 0 m               | 372 m            |
| Paraguay | Cerro Peró (Cerro Tres Kandú)                                                       | 842 m             | zona de confluență a râurilor Paraguay și Paraná     | 46 m              | 178 m            |
| Fâșia Gaza | Abu 'Awdah                                                                          | 105 m             | Marea Mediterană                                     | 0 m               | 44 m             |
| Cisiordania | Khallat al Batrakh, muntele Nabi Yunis                                              | 1020 m            | Marea Moartă                                         | −431 m            | 291 m            |
| Polinezia Franceză                                                                                                 | Muntele Orohena                                                                     | 2241 m            | Oceanul Pacific                                      | 0 m               | 1121 m           |
| Qatar | Tuwayyir al Hamir                                                                   | 103 m             | Golful Persic                                        | 0 m               | 28 m             |
| România | Vârful Moldoveanu                                                                   | 2544 m            | Marea Neagră                                         | 0 m               | 414 m            |
| Rusia | Elbrus                                                                              | 5642 m            | Marea Caspică                                        | −28 m             | 600 m            |
| Rwanda | Muntele Karisimbi (Volcan Karisimbi)                                                | 4519 m            | râul Rusizi                                          | 950 m             | 1598 m           |
| Arabia Saudită | Munții Sarawat (As Sarawat)                                                         | 3000 m            | Golful Persic                                        | 0 m               | 665 m            |
| Sudan | Lacul Deriba, munții Marrah (Jabal Marrah)                                          | 3042 m            | Marea Roșie                                          | 0 m               | 568 m            |
| Senegal | cotă nenumită la 2.8 km sud-est de satul Nepen Diakha                               | 648 m             | Oceanul Atlantic                                     | 0 m               | 69 m             |
| Singapore | Bukit Timah                                                                         | 166 m             | Strâmtoarea Singapore                                | 0 m               | 14 m             |
| Georgia de Sud și Insulele Sandwich de Sud                                                                         | Muntele Paget pe insula South Georgia                                               | 2934 m            | Oceanul Atlantic                                     | 0 m               | 87 m             |
| Insula Sfânta Elena                                                                                                | Diana's Peak                                                                        | 818 m             | Oceanul Atlantic                                     | 0 m               | 162 m            |
| Ascension | Muntele Verde (Green Mountain)                                                      | 859 m             | Oceanul Atlantic                                     | 0 m               | 89 m             |
| Tristan da Cunha                                                                                                   | Queen Mary's Peak                                                                   | 2060 m            | Oceanul Atlantic                                     | 0 m               | 472 m            |
| Jan Mayen | Haakon VII Toppen pe muntele Beerenberg                                             | 2277 m            | Marea Norvegiei                                      | 0 m               | 23 m             |
| Svalbard | Newtontoppen pe insula Spitsbergen                                                  | 1717 m            | Oceanul Arctic                                       | 0 m               | 151 m            |
| Insulele Solomon                                                                                                   | Muntele Popomanaseu                                                                 | 2335 m            | Oceanul Pacific                                      | 0 m               | 1166 m           |
| Sierra Leone | Loma Mansa (muntele Bintumani)                                                      | 1948 m            | Oceanul Atlantic                                     | 0 m               | 279 m            |
| El Salvador | Cerro El Pital                                                                      | 2730 m            | Oceanul Pacific                                      | 0 m               | 442 m            |
| San Marino | Monte Titano                                                                        | 739 m             | râul Ausa                                            | 55 m              | 268 m            |
| Somalia | Muntele Shimbiris                                                                   | 2460 m            | Oceanul Indian                                       | 0 m               | 410 m            |
| Saint Pierre și Miquelon                                                                                           | Morne de la Grande Montagne                                                         | 240 m             | Oceanul Atlantic                                     | 0 m               | 11 m             |
| Serbia | Midžor                                                                              | 2169 m            | fluviul Dunărea și râul Timok                        | 35 m              | 442 m            |
| Sudanul de Sud | Muntele Kinyeti                                                                     | 3187 m            | râul Nil (Nilul Alb)                                 | 381 m             | 639 m            |
| São Tomé și Príncipe                                                                                               | Pico de São Tomé                                                                    | 2024 m            | Oceanul Atlantic                                     | 0 m               | 137 m            |
| Surinam | Julianatop                                                                          | 1230 m            | locație nenumită pe câmpia litorală                  | −2 m              | 246 m            |
| Slovacia | Vârful Gerlachovský                                                                 | 2655 m            | râul Bodrog                                          | 94 m              | 458 m            |
| Slovenia | Triglav                                                                             | 2864 m            | Marea Adriatică                                      | 0 m               | 492 m            |
| Suedia | Kebnekaise                                                                          | 2097 m            | golful lacului Hammarsjön, lângă orașul Kristianstad | −2.4 m            | 320 m            |
| Eswatini | Emlembe                                                                             | 1862 m            | râul Maputo (Great Usutu)                            | 21 m              | 305 m            |
| Sint Maarten | Muntele Flagstaff                                                                   | 383 m             | Marea Caraibilor                                     | 0 m               | 4 m              |
| Seychelles | Morne Seychellois                                                                   | 905 m             | Oceanul Indian                                       | 0 m               | 350 m            |
| Siria | Muntele Hermon (Jabal al-Shaykh)                                                    | 2814 m            | râul Yarmouk                                         | −66 m             | 514 m            |
| Insulele Turks și Caicos                                                                                           | Blue Hills pe insula Providenciales și Flamingo Hill pe insula East Caicos          | 48 m              | Marea Caraibilor                                     | 0 m               | 0 m              |
| Ciad | Emi Koussi                                                                          | 3445 m            | Deșertul Djourab                                     | 160 m             | 543 m            |
| Togo | Muntele Agou                                                                        | 986 m             | Oceanul Atlantic                                     | 0 m               | 236 m            |
| Thailanda | Doi Inthanon                                                                        | 2565 m            | Golful Thailandei                                    | 0 m               | 287 m            |
| Tadjikistan | Ismoil Somoni (Qulla-i Ismō‘il-i Sōmōnî)                                            | 7495 m            | râul Sîrdaria (Сирдарё)                              | 300 m             | 3186 m           |
| Tokelau | locație nenumită                                                                    | 5 m               | Oceanul Pacific                                      | 0 m               | 0 m              |
| Turkmenistan | Muntele Ayribobo (Aýrybaba)                                                         | 3139 m            | Vpadina Akchanaya, depresiunea Turan                 | −81 m             | 230 m            |
| Timorul de Est | Foho Tatamailau                                                                     | 2963 m            | Marea Timor, Marea Savu și Marea Banda               | 0 m               | 81 m             |
| Tonga | Muntele Kao pe insula Kao                                                           | 1046 m            | Oceanul Pacific                                      | 0 m               | 419 m            |
| Trinidad și Tobago                                                                                                 | El Cerro del Aripo                                                                  | 940 m             | Marea Caraibilor                                     | 0 m               | 83 m             |
| Tunisia | Jebel ech Chambi                                                                    | 1544 m            | Shatt al Gharsah                                     | −17 m             | 246 m            |
| Turcia | Muntele Ararat (Ağrı Dağı)                                                          | 5137 m            | Marea Mediterană                                     | 0 m               | 1132 m           |
| Tuvalu | locație nenumită                                                                    | 5 m               | Oceanul Pacific                                      | 0 m               | 2 m              |
| Taiwan | Yu Shan                                                                             | 3952 m            | Marea Chinei de Sud                                  | 0 m               | 1150 m           |
| Tanzania | Uhuru Peak, masivul Kilimanjaro (Kilima Njaro)                                      | 5895 m            | Oceanul Indian                                       | 0 m               | 1018 m           |
| Uganda | Margherita Peak pe muntele Stanley                                                  | 5110 m            | râul Nil (Nilul Alb)                                 | 614 m             | 1157 m           |
| Ucraina | Vârful Hovârla (Hora Hoverla)                                                       | 2061 m            | Marea Neagră                                         | 0 m               | 175 m            |
| Uruguay | Cerro Catedral                                                                      | 514 m             | Oceanul Atlantic                                     | 0 m               | 109 m            |
| Statele Unite | Muntele Denali (Mount McKinley)                                                     | 6190 m            | Valea Morții (Death Valley)                          | −86 m             | 760 m            |
| Uzbekistan | Khazret Sultan (Xazrat Sulton Tog')                                                 | 4643 m            | lacul Sarîgamîș (Sarygamyș köli)                     | −12 m             | 663 m            |
| Vatican | Grădinile Vaticanului (Giardini Vaticani) de pe Colina Vaticanului (Colle Vaticano) | 78 m              | Piața Sfântul Petru (Piazza San Pietro)              | 19 m              | 47 m             |
| Sfântul Vicențiu și Grenadine                                                                                      | Muntele La Soufrière                                                                | 1234 m            | Marea Caraibilor                                     | 0 m               | 7 m              |
| Venezuela | Pico Bolívar                                                                        | 4978 m            | Marea Caraibilor                                     | 0 m               | 450 m            |
| Insulele Virgine Britanice                                                                                         | Muntele Sage                                                                        | 521 m             | Marea Caraibilor                                     | 0 m               | 3 m              |
| Insulele Virgine Americane                                                                                         | Muntele Crown                                                                       | 474 m             | Marea Caraibilor                                     | 0 m               | 4 m              |
| Vietnam | Muntele Phan Xi Păng                                                                | 3144 m            | Marea Chinei de Sud                                  | 0 m               | 398 m            |
| Vanuatu | Muntele Tabwemasana                                                                 | 1877 m            | Oceanul Pacific                                      | 0 m               | 5 m              |
| Wallis și Futuna                                                                                                   | Muntele Puke (Mont Singavi) (pe insula Futuna)                                      | 522 m             | Oceanul Pacific                                      | 0 m               | 43 m             |
| Samoa | Muntele Silisili                                                                    | 1857 m            | Oceanul Pacific                                      | 0 m               | 29 m             |
| Yemen | Jabal An-Nabi Shu'ayb                                                               | 3666 m            | Marea Arabiei                                        | 0 m               | 999 m            |
| Africa de Sud | Vârful Mafadi (Mafadipiek)                                                          | 3450 m            | Oceanul Atlantic                                     | 0 m               | 1034 m           |
| Zambia | Muntele Mafinga Central                                                             | 2330 m            | fluviul Zambezi                                      | 329 m             | 1138 m           |
| Zimbabwe | Muntele Nyangani (Inyangani)                                                        | 2592 m            | zona de confluență a râurilor Runde și Save          | 162 m             | 961 m            |
| Uniunea Europeană                                                                                                  | Mont Blanc, Franța                                                                  | 4806 m            | Zuidplaspolder, Țările de Jos                        | −7 m              |                  |
| Kosovo | Vârful Rudoka                                                                       | 2660 m            | râul Drinul Alb                                      | 297 m             | 450 m            |
| Insulele Ashmore și Cartier                                                                                        | Insula Cartier                                                                      | 5 m               | Oceanul Indian                                       | 0 m               |                  |
| Insulele Mării de Coral                                                                                            | locație nenumită pe insula Cato                                                     | 9 m               | Oceanul Pacific                                      | 0 m               |                  |
| Insula Norfolk | Muntele Bates                                                                       | 319 m             | Oceanul Pacific                                      | 0 m               |                  |
| Insulele Paracel                                                                                                   | locație nenumită pe insula Rocky                                                    | 14 m              | Marea Chinei de Sud                                  | 0 m               |                  |
| Teritoriile australe și antarctice franceze                                                                        | Mont de la Dives pe insula Amsterdam (Insula Amsterdam și Insula Sfântul Paul)      | 867 m             | Oceanul Indian                                       | 0 m               |                  |
| Insulele Pitcairn                                                                                                  | Pawala Valley Point pe insula Big Ridge                                             | 347 m             | Oceanul Pacific                                      | 0 m               |                  |
| Insula Navassa | 200 m nord-nord-vest de far                                                         | 85 m              | Marea Caraibilor                                     | 0 m               |                  |
| Rezervațiile naturale insulare din Oceanul Pacific administrate de Statele Unite                                   | locație nenumită pe insula Baker                                                    | 8 m               | Oceanul Pacific                                      | 0 m               |                  |
| Rezervațiile naturale insulare din Oceanul Pacific administrate de Statele Unite                                   | locație nenumită pe insula Howland                                                  | 3 m               | Oceanul Pacific                                      | 0 m               |                  |
| Rezervațiile naturale insulare din Oceanul Pacific administrate de Statele Unite                                   | locație nenumită pe insula Jarvis                                                   | 7 m               | Oceanul Pacific                                      | 0 m               |                  |
| Rezervațiile naturale insulare din Oceanul Pacific administrate de Statele Unite                                   | insula Sand, Atolul Johnston                                                        | 10 m              | Oceanul Pacific                                      | 0 m               |                  |
| Rezervațiile naturale insulare din Oceanul Pacific administrate de Statele Unite                                   | locație nenumită din Reciful Kingman                                                | 2 m               | Oceanul Pacific                                      | 0 m               |                  |
| Rezervațiile naturale insulare din Oceanul Pacific administrate de Statele Unite                                   | locație nenumită din Atolul Midway                                                  | 13 m              | Oceanul Pacific                                      | 0 m               |                  |
| Rezervațiile naturale insulare din Oceanul Pacific administrate de Statele Unite                                   | locație nenumită din Atolul Palmyra                                                 | 3 m               | Oceanul Pacific                                      | 0 m               |                  |
| Insula Wake | locație nenumită                                                                    | 8 m               | Oceanul Pacific                                      | 0 m               |                  |
| Insulele Spratly                                                                                                   | locație nenumită pe insula Southwest Cay                                            | 6 m               | Marea Chinei de Sud                                  | 0 m               |                  |
| 1. 2. 3. 4. 5. 6. 7. 8. 9. 10. 11. 12. 13. 14. 15. 16. 17. 18. 19. 20. 21. 22. 23. 24. 25. 26. 27. 28. 29. 30. 31. |                                                                                     |                   |                                                      |                   |                  |

## Galerie

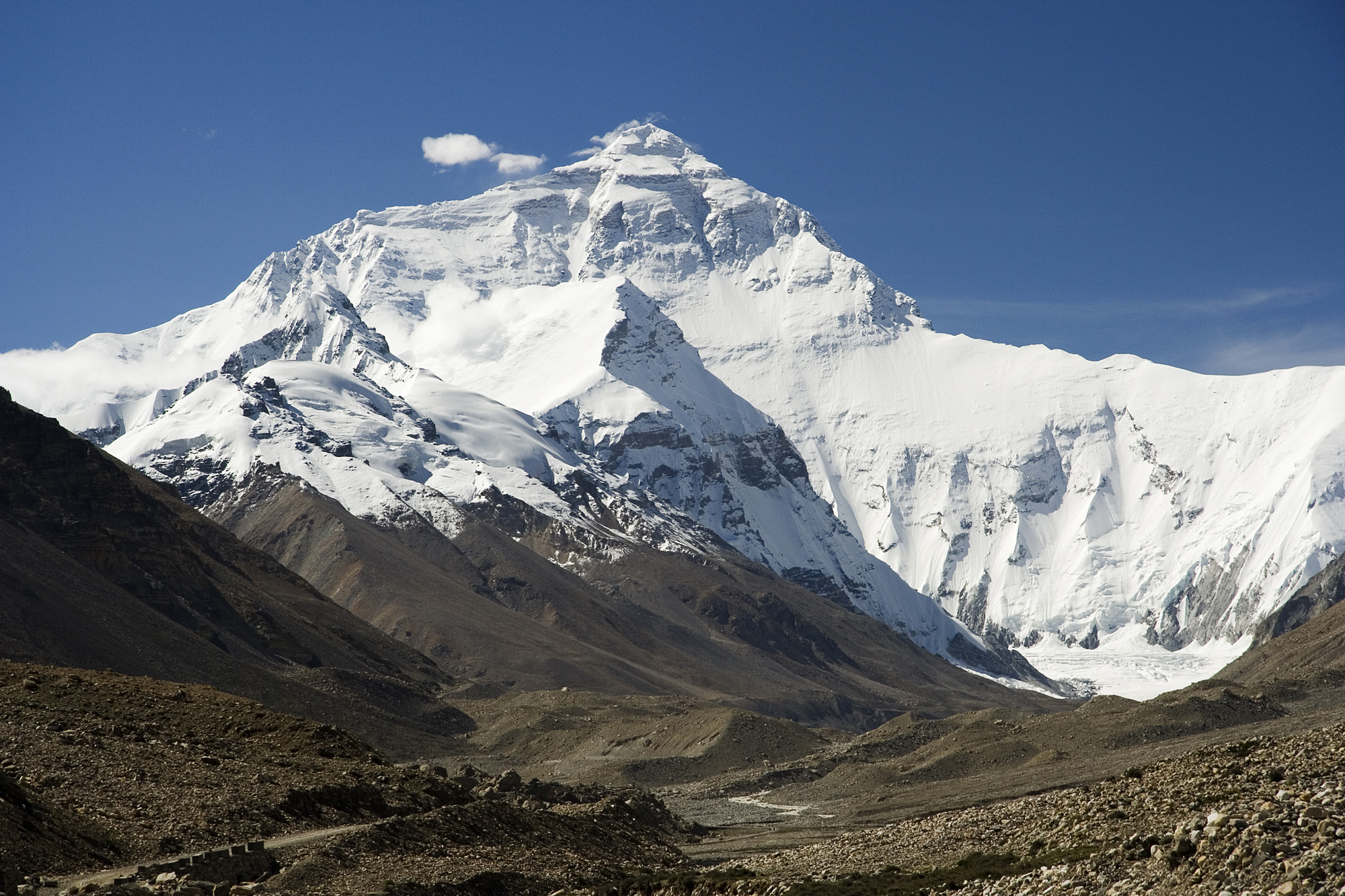
Vârful muntelui Everest (Jo mo glang ma, Sagarmāthā) este punctul de pe Terra aflat la cea mai mare altitudine
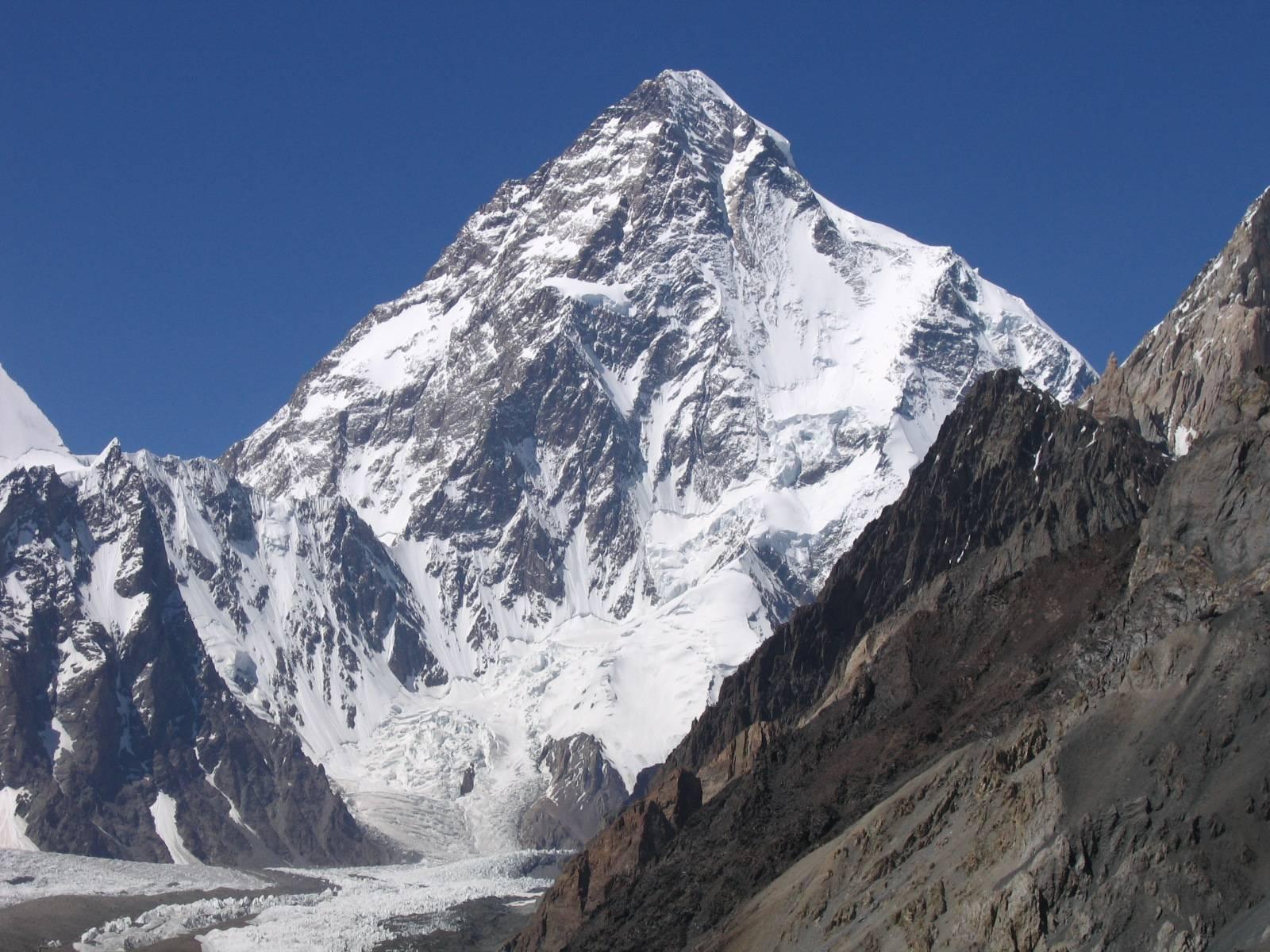
Vârful muntelui K2 este cel mai înalt punct din Pakistan
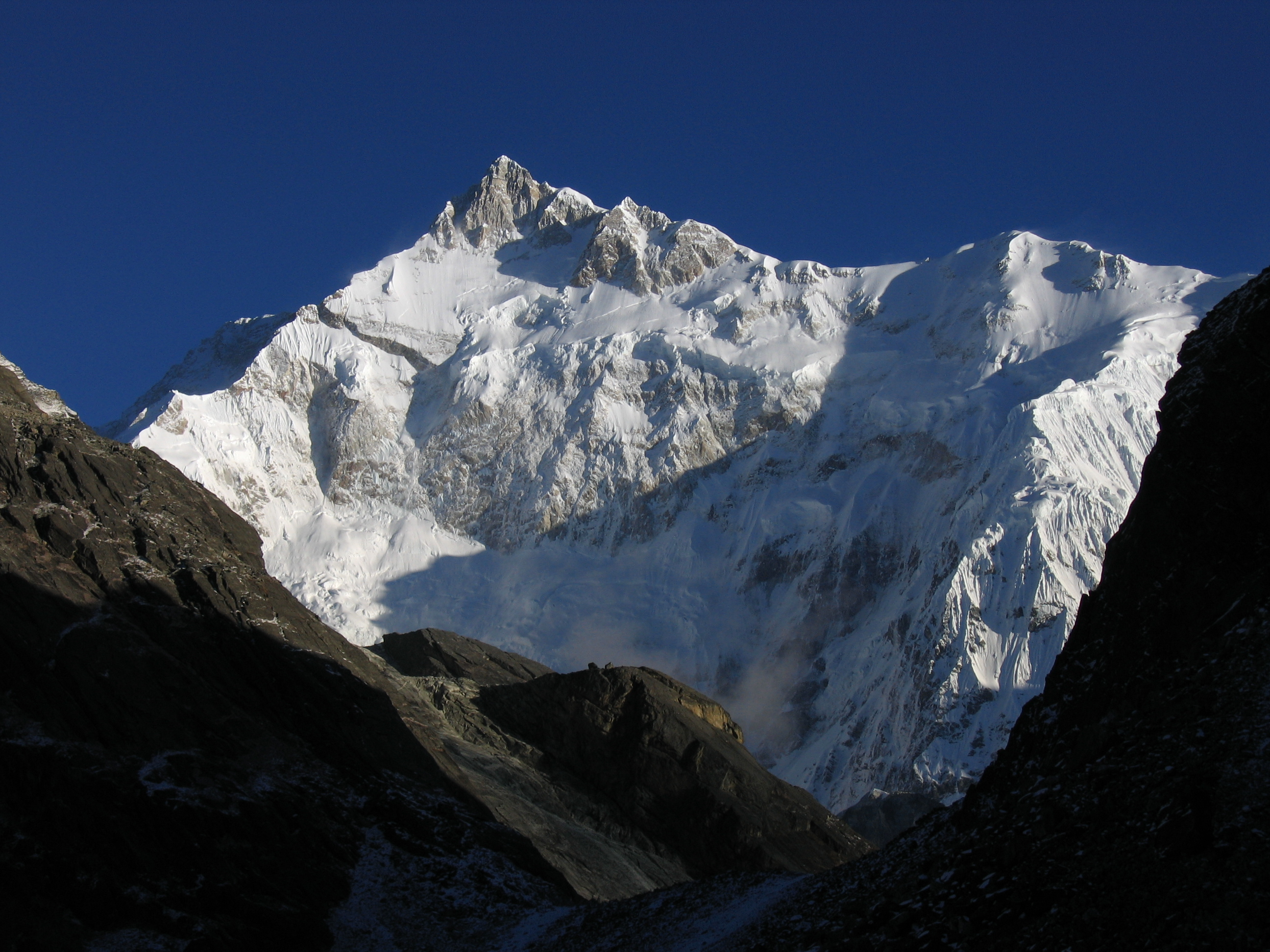
Vârful Kangchenjunga este cel mai înalt punct din India
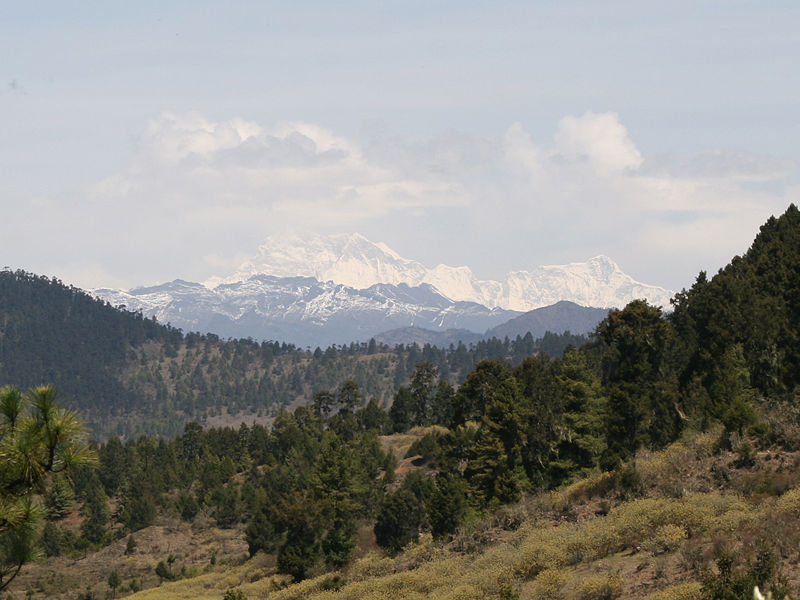
Gangkhar Puensum este cel mai înalt munte din Bhutan
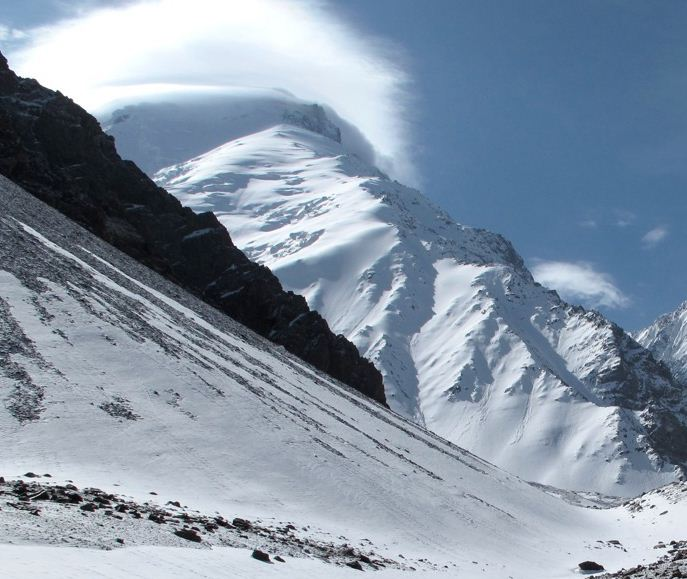
Noshakh este punctul de maximă altitudine din Afghanistan
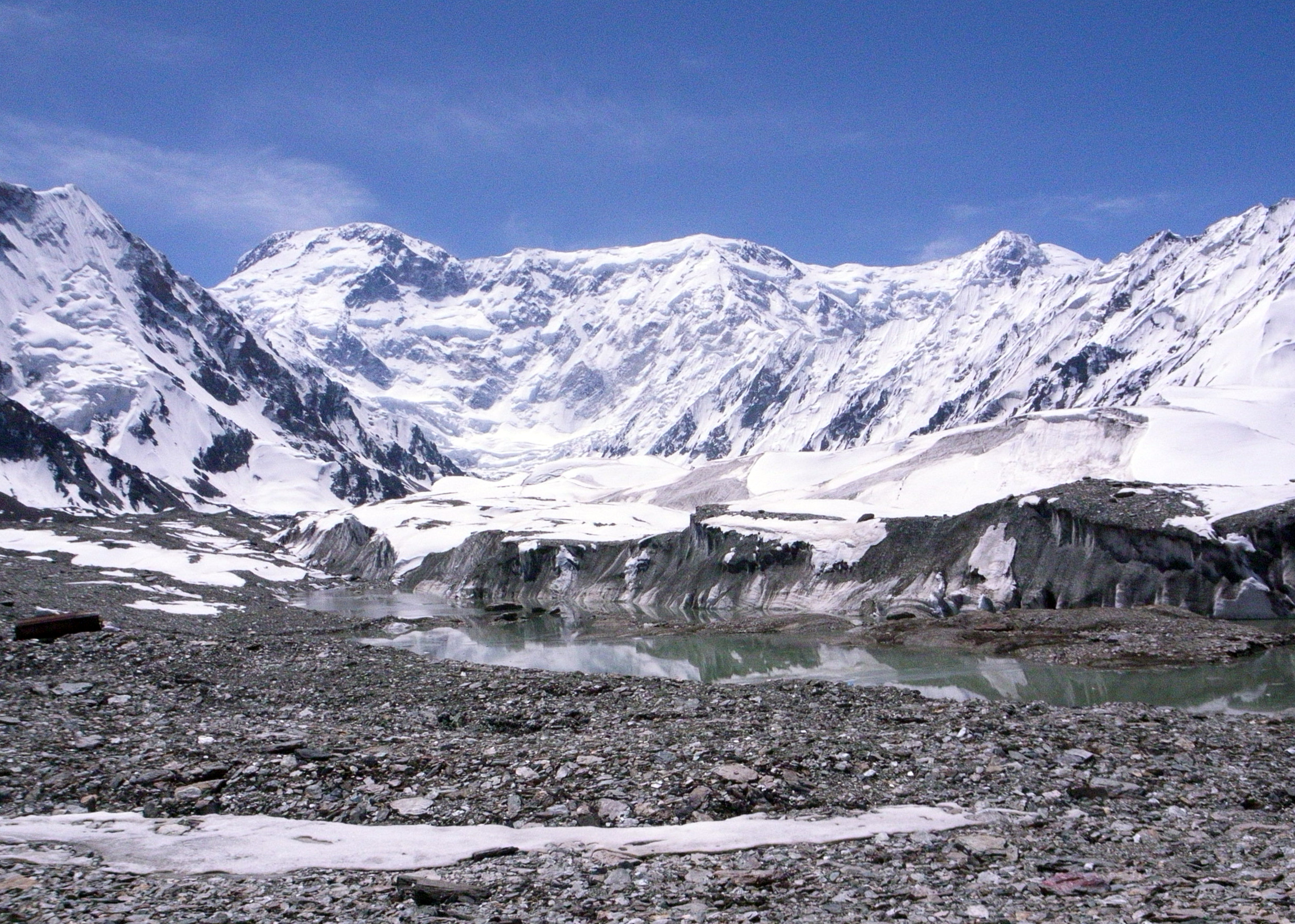
Jengish Chokusu (Pik Pobedy) este cel mai înalt vârf din Kârgâzstan.
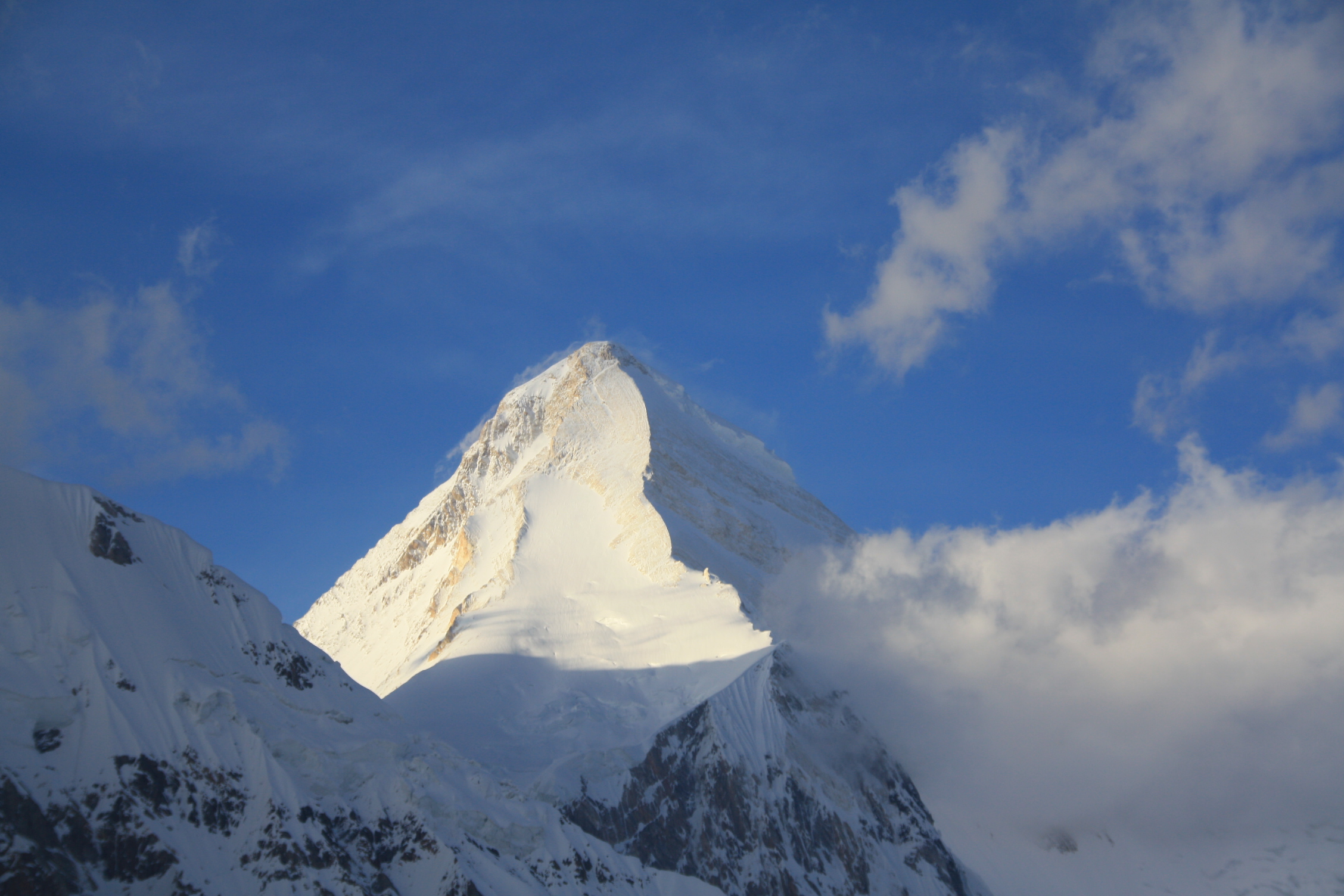
Vârful Khan Tengri este punctul de maximă altitudine din Kazahstan
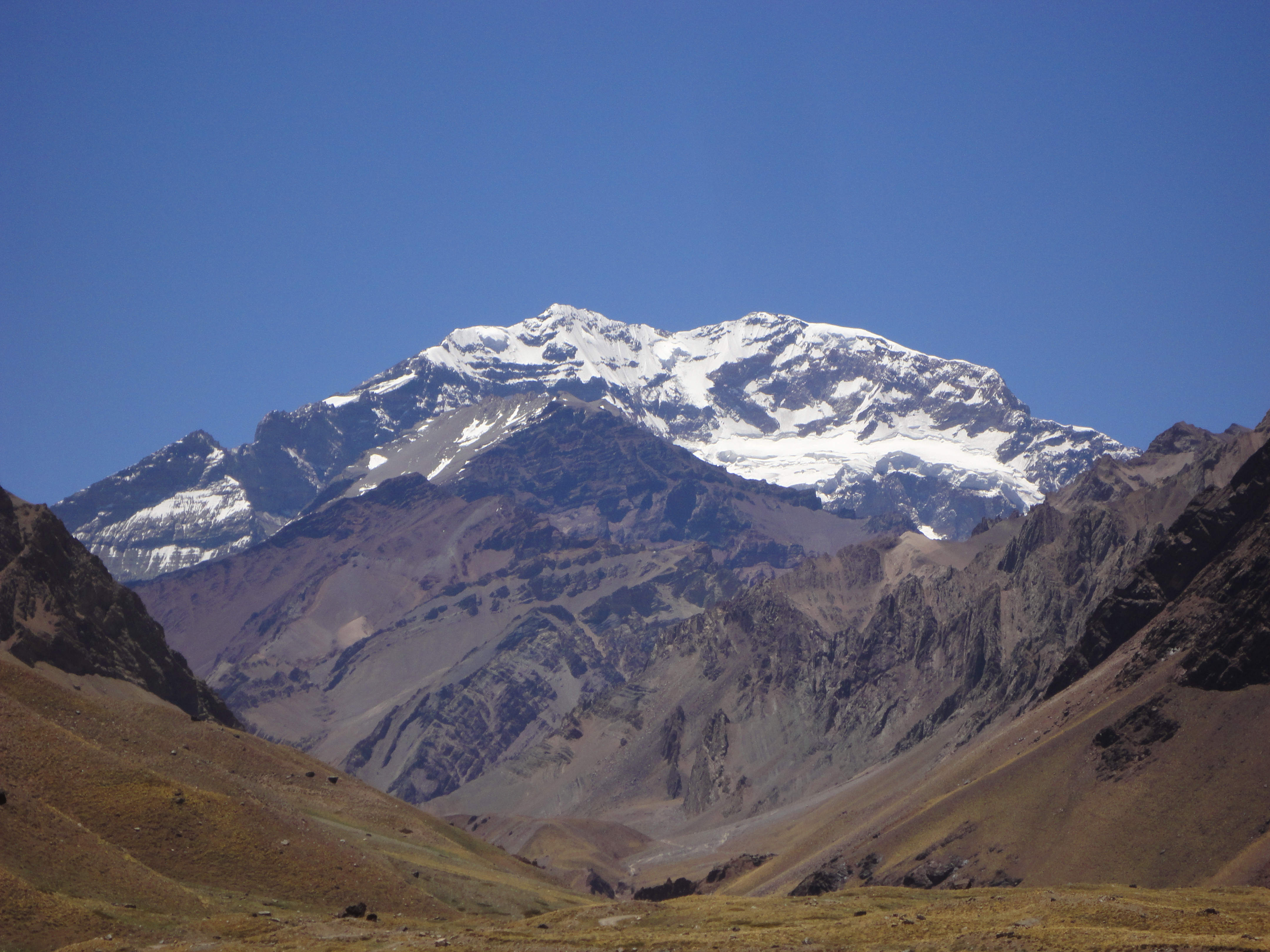
Aconcagua este cel mai înalt munte din Argentina, din America, din Emisfera vestică și din Emisfera sudică
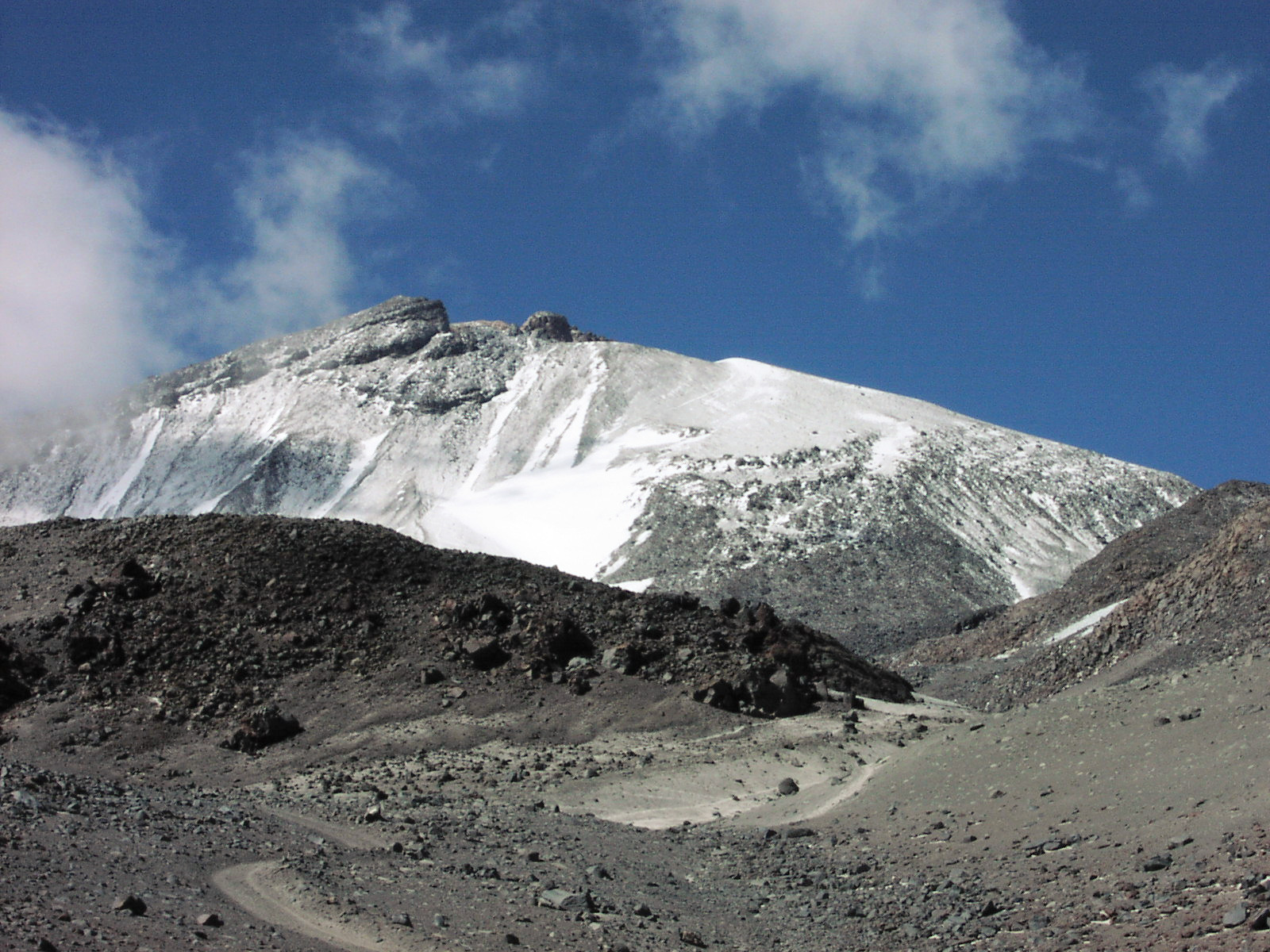
Ojos del Salado este cel mai înalt vulcan activ din lume și muntele cel mai înalt din Chile
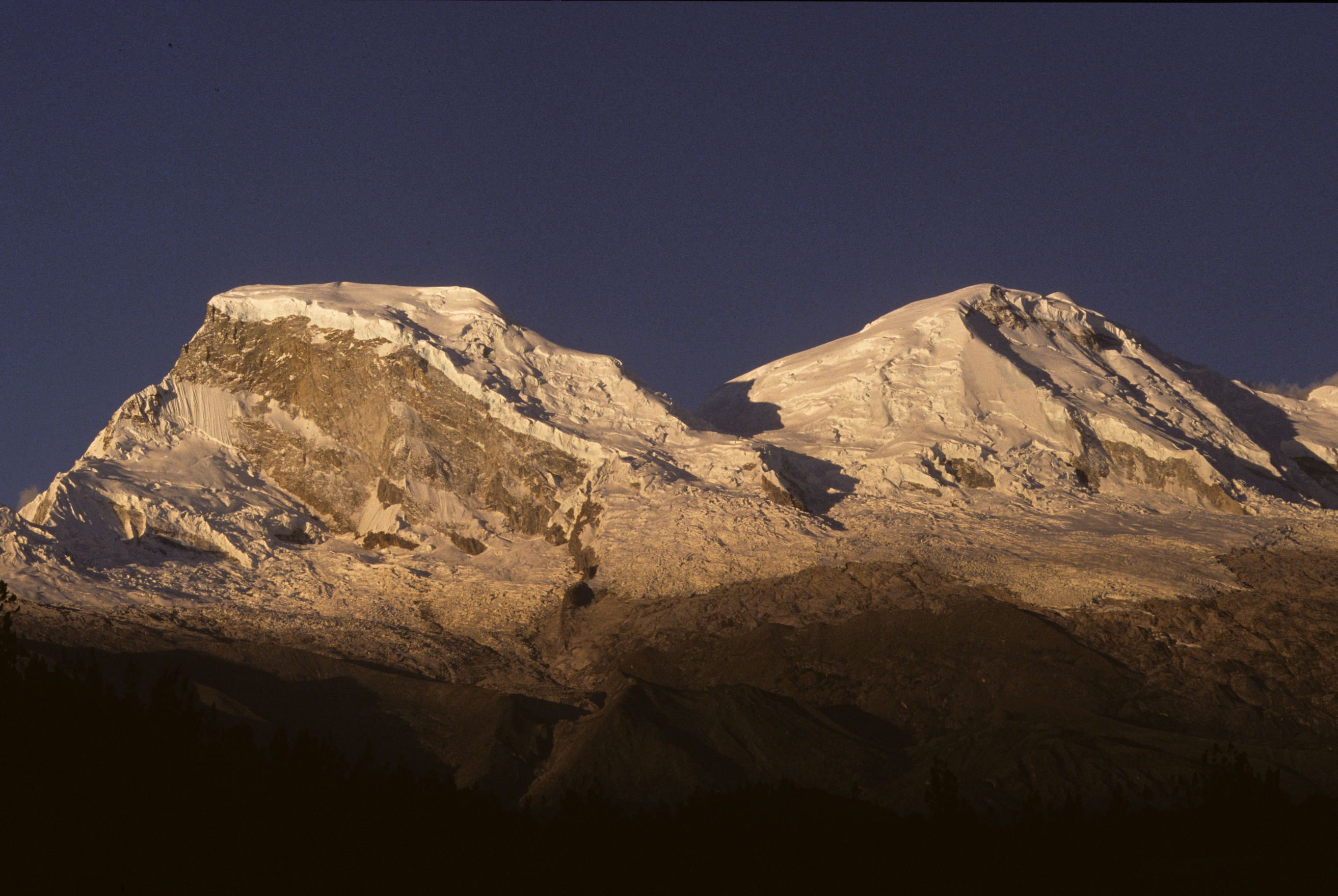
Huascarán este muntele cel mai înalt din Peru și de la Tropice
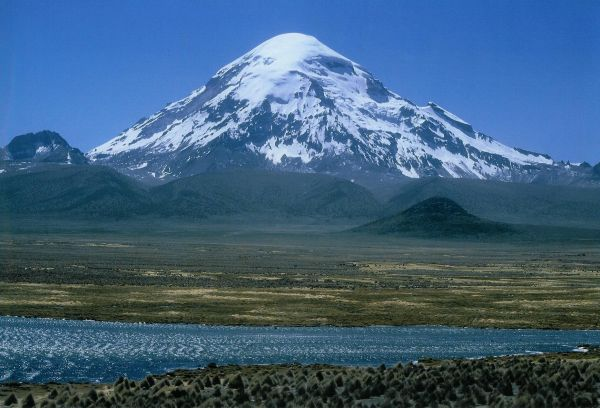
Nevado Sajama este punctul de maximă altitudine din Bolivia
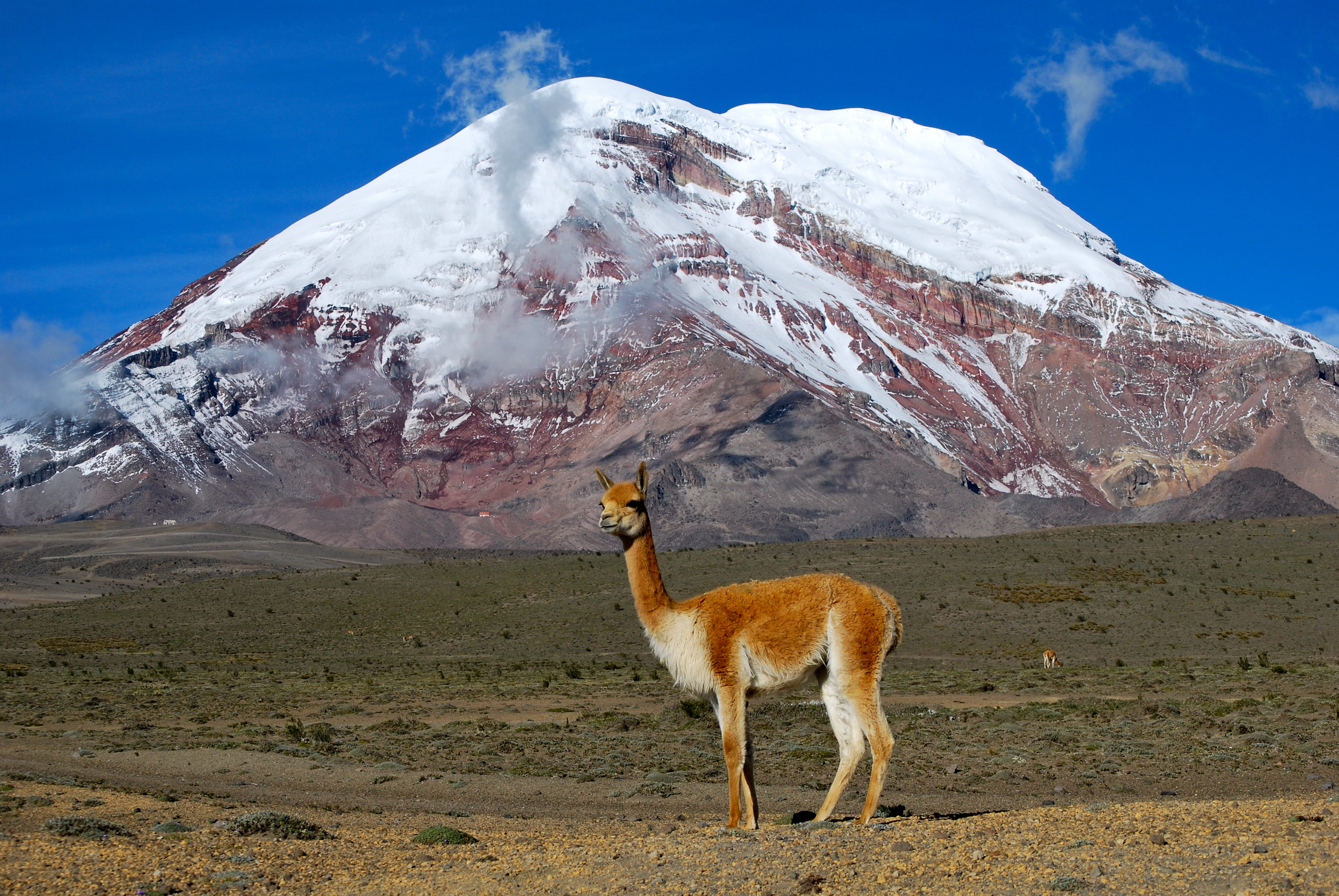
Vârful masivului vulcanic Chimborazo este cel mai înalt punct din Ecuador și cel mai îndepărtat punct terestru față de centrul Pământului
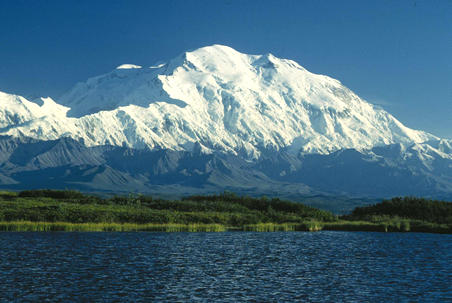
Denali (Mount McKinley) este cel mai înalt munte din Statele Unite și din America de Nord.
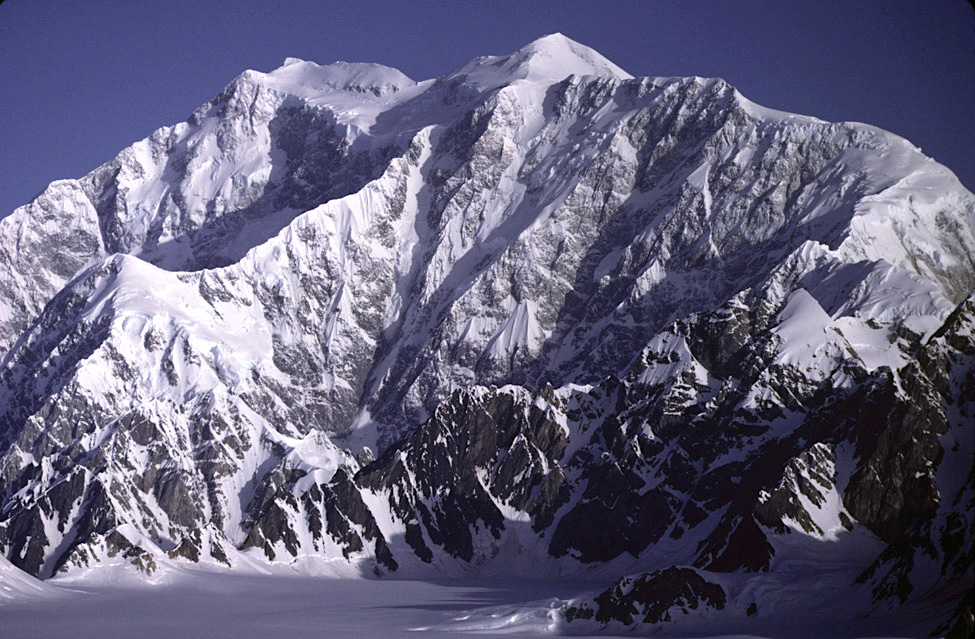
Mount Logan este cel mai înalt munte din Canada
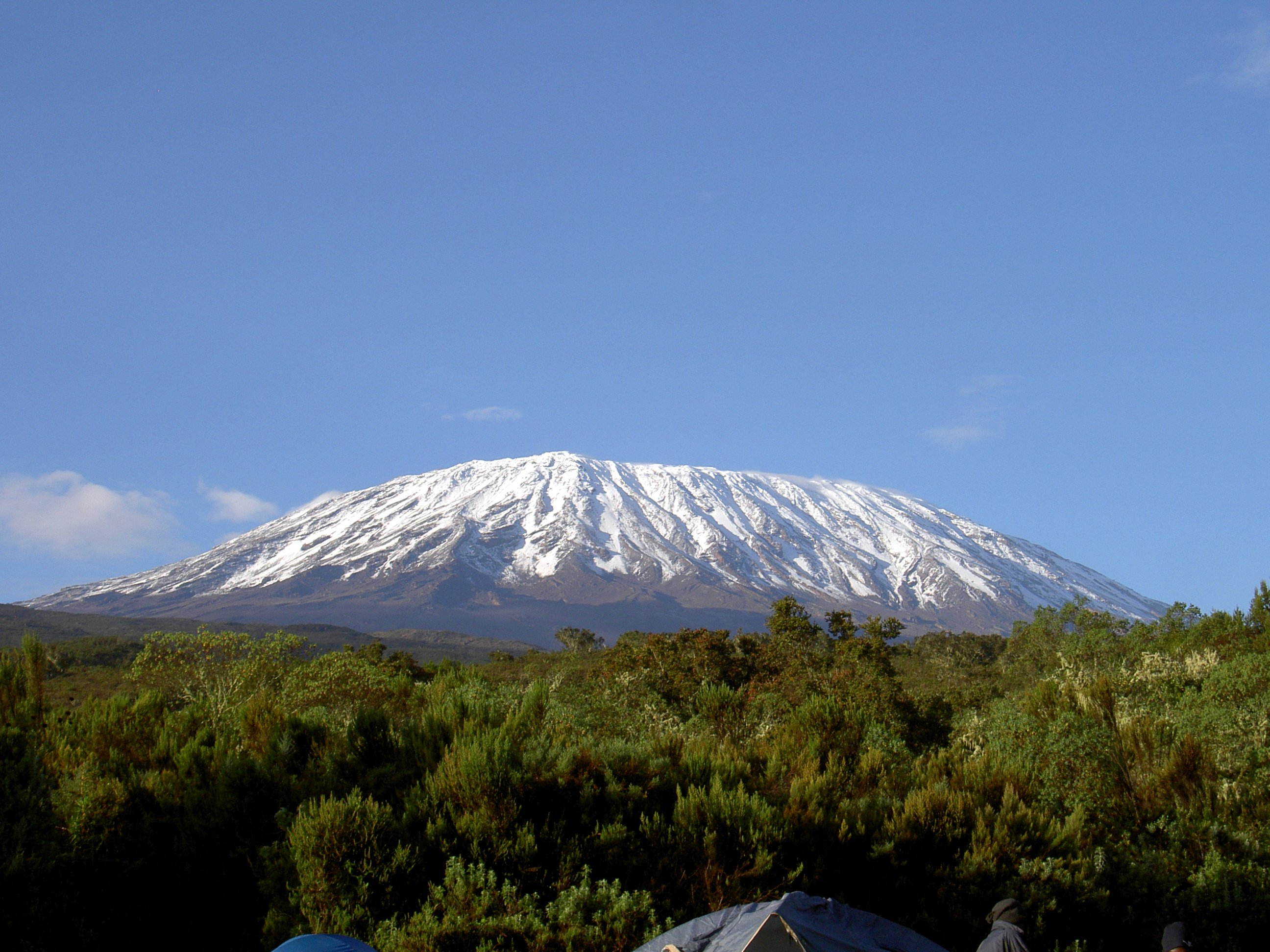
Kilimanjaro (Kilima Njaro) este cel mai înalt munte din Tanzania și din Africa
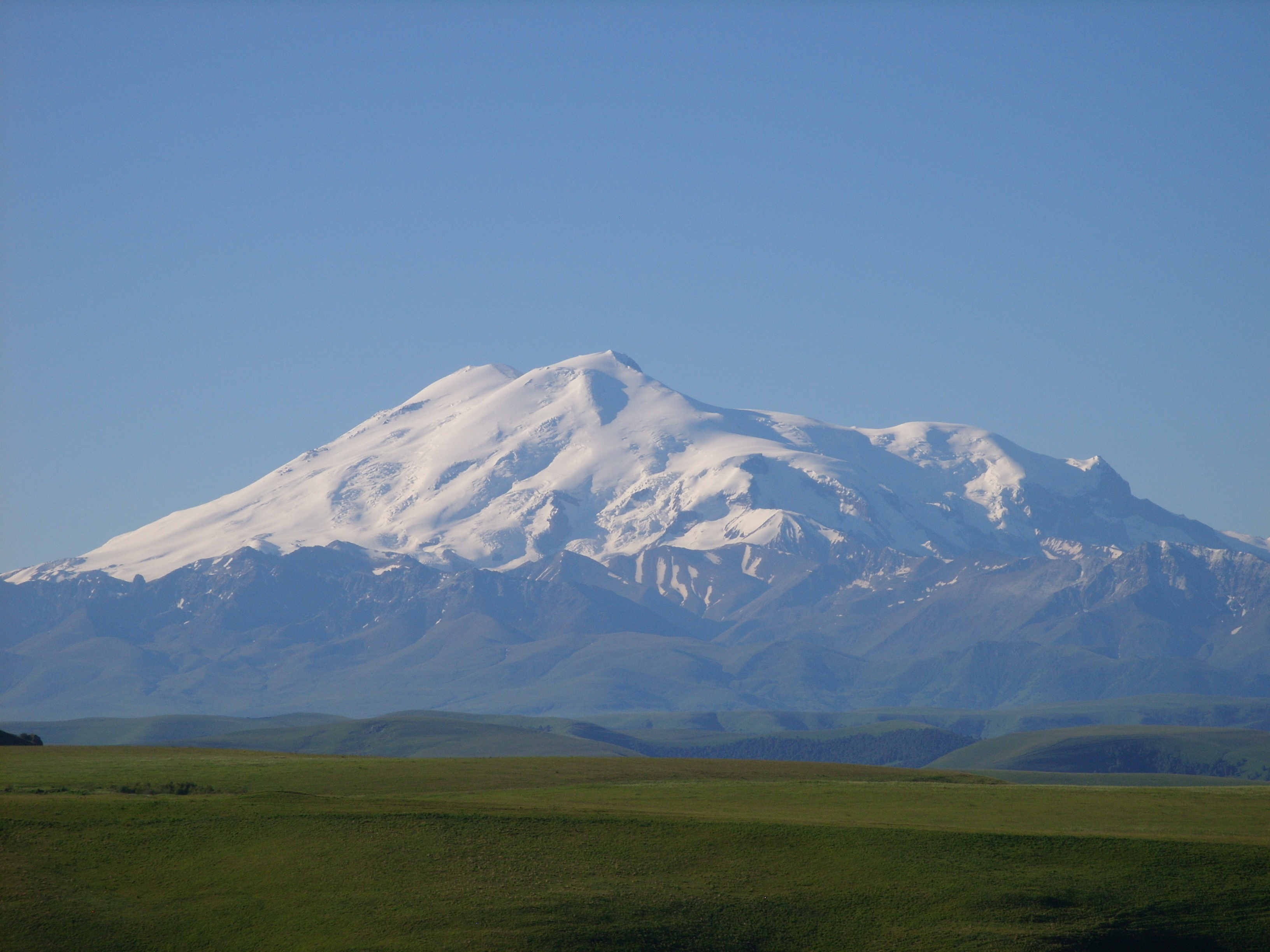
Elbrus (Gora El'brus) este cel mai înalt munte din Rusia și din Europa
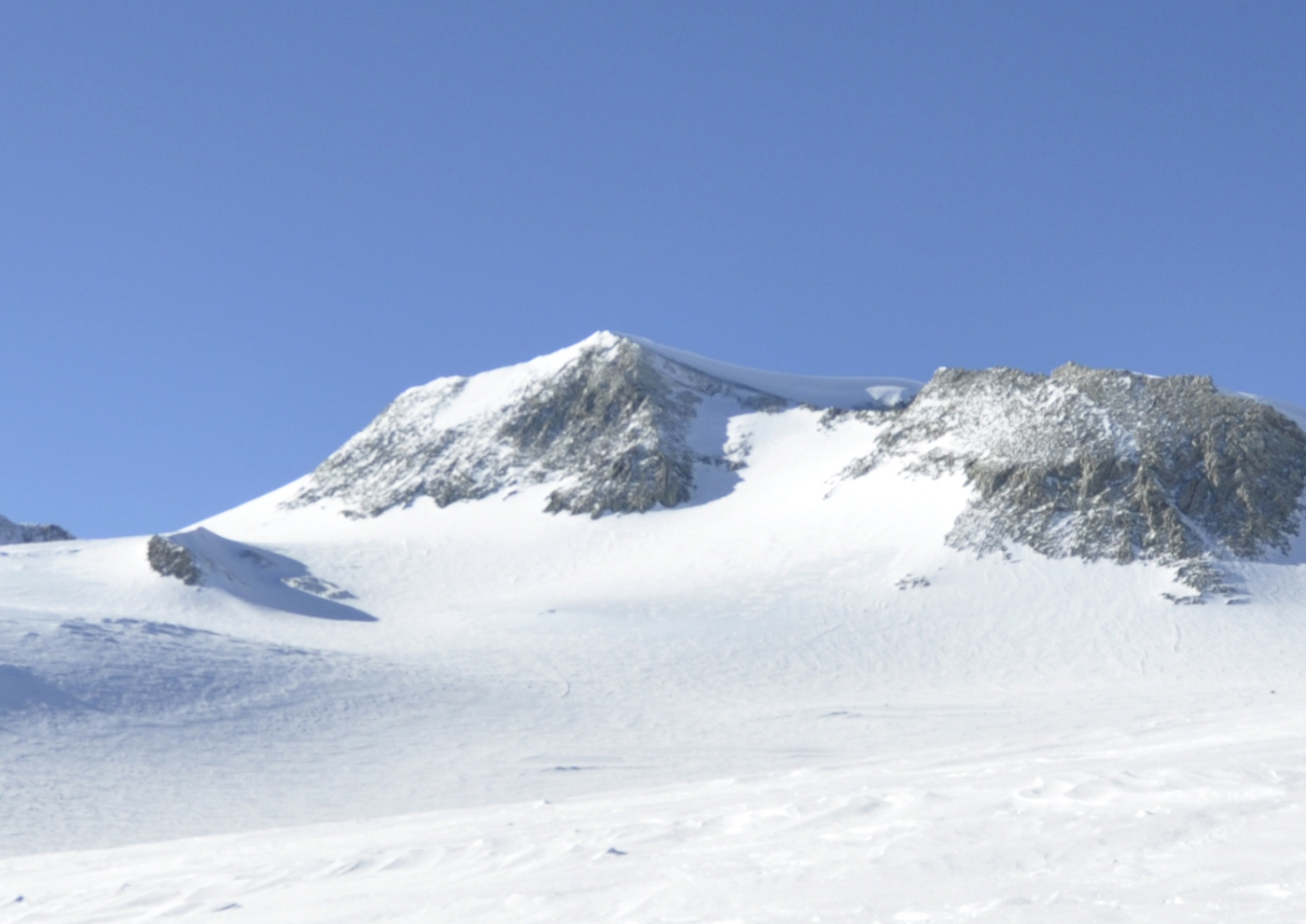
Mount Vinson este cel mai înalt munte din Antarctica
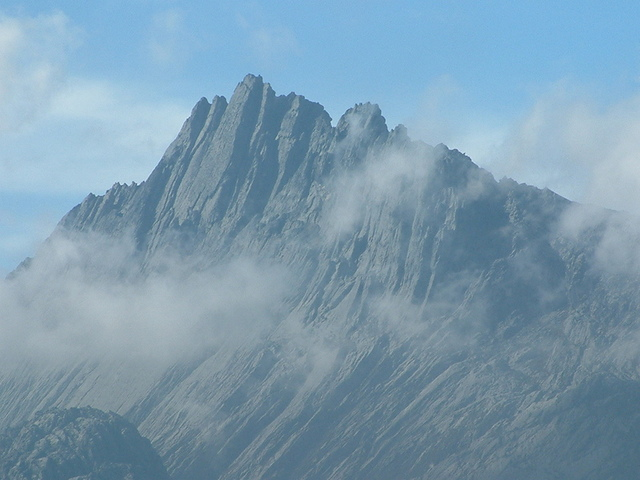
Puncak Jaya este cel mai înalt munte din Indonezia, din Noua Guinee și cel mai înalt munte situat pe o insulă
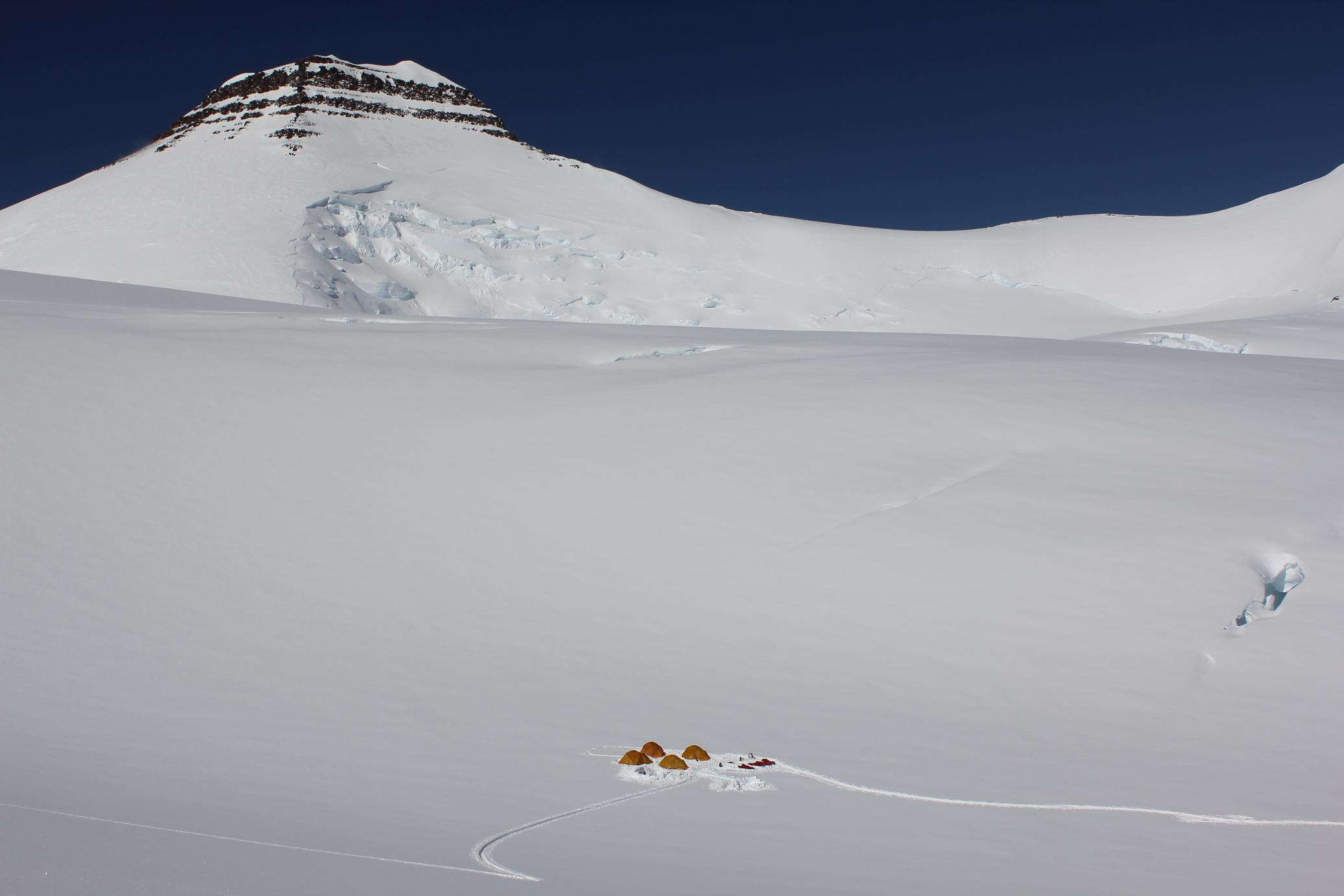
Vârful Gunnbjørn Fjeld este punctul de altitudine maximă din Groenlanda și din Arctica
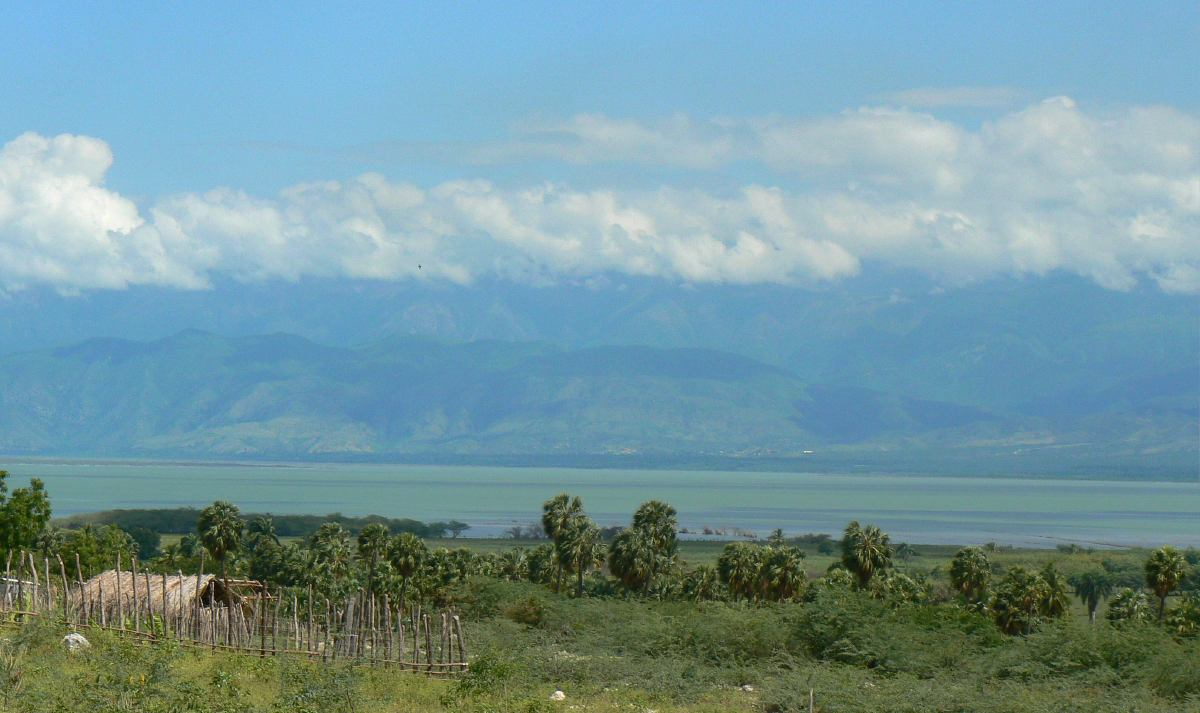
Lacul Enriquillo reprezintă punctul de altitudine minimă din Republica Dominicană și zona de cea mai joasă altitudine situată pe o insulă
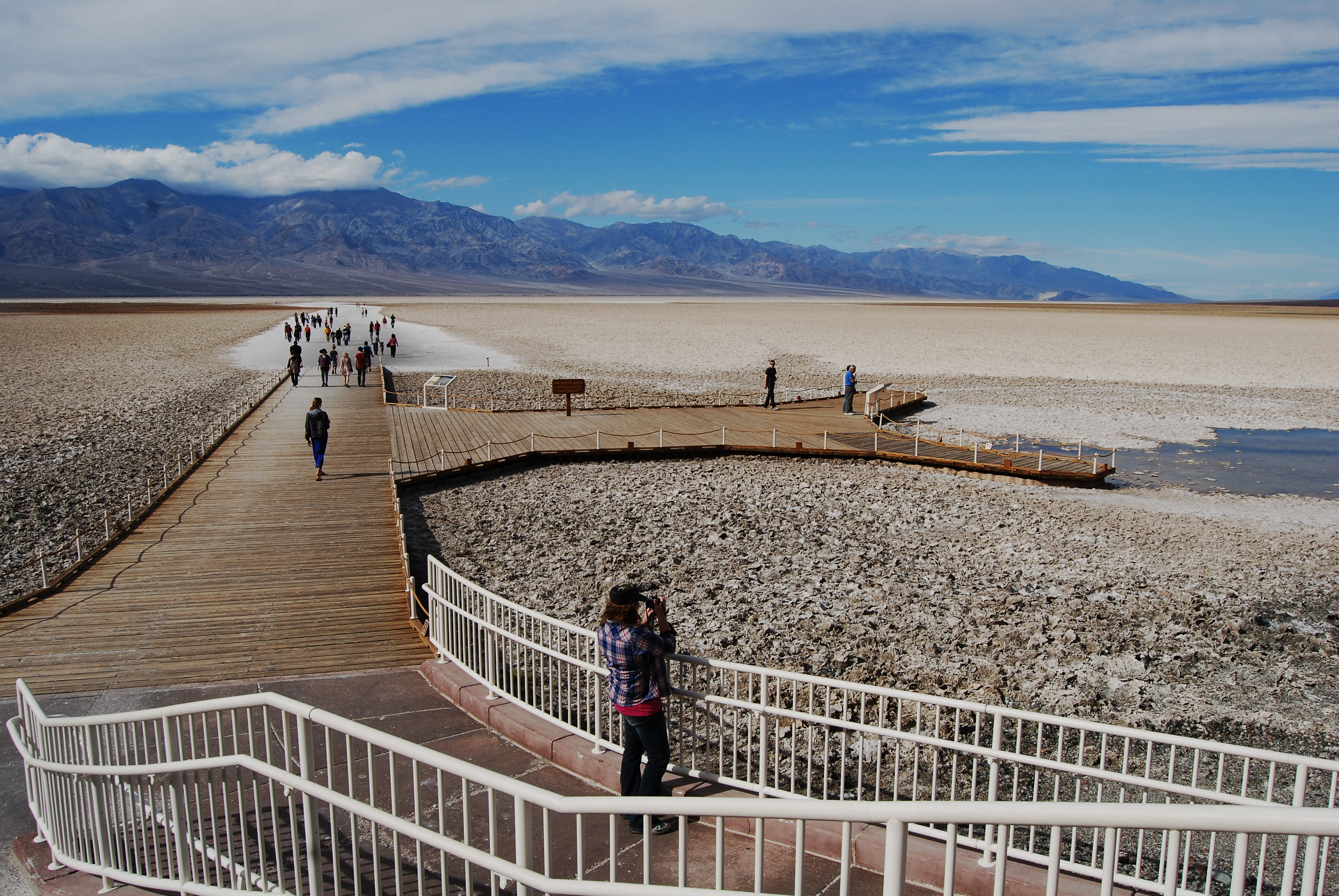
Badwater Basin din Valea Morții (Death Valley) reprezintă punctul de altitudine minimă din Statele Unite și din America de Nord
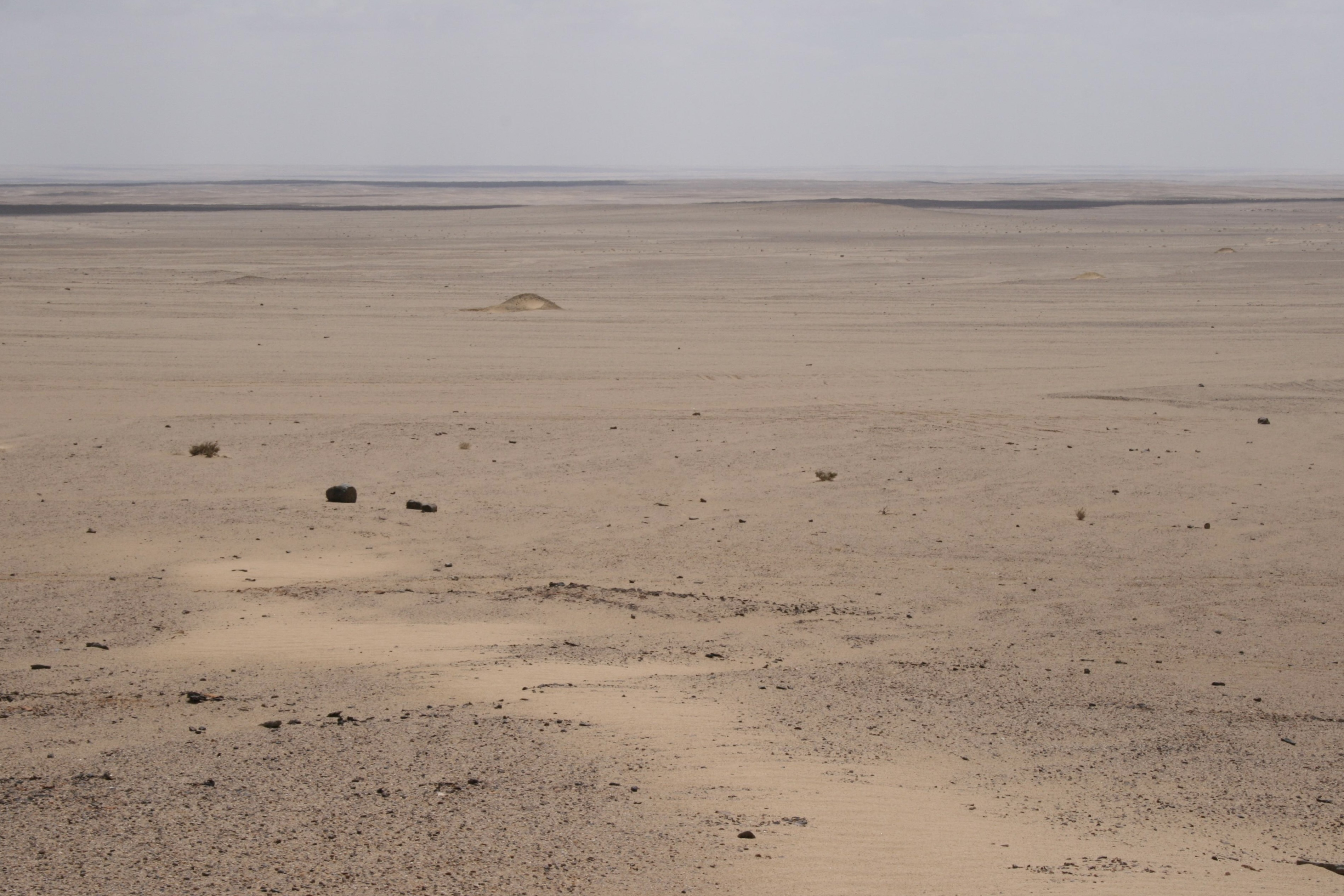
Depresiunea Qattara reprezintă zona de altitudine minimă din Egipt
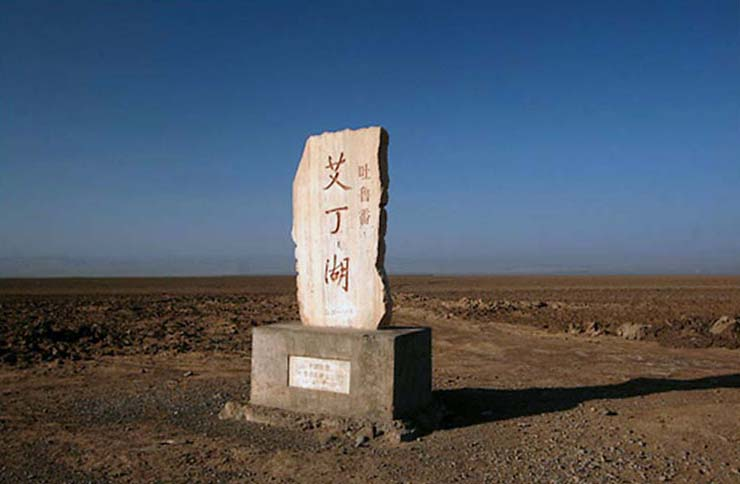
Lacul Aydingköl (Àidīng Hú) din depresiunea Turpan (Turpan Pendi) este punctul de cea mai joasă altitudine din China
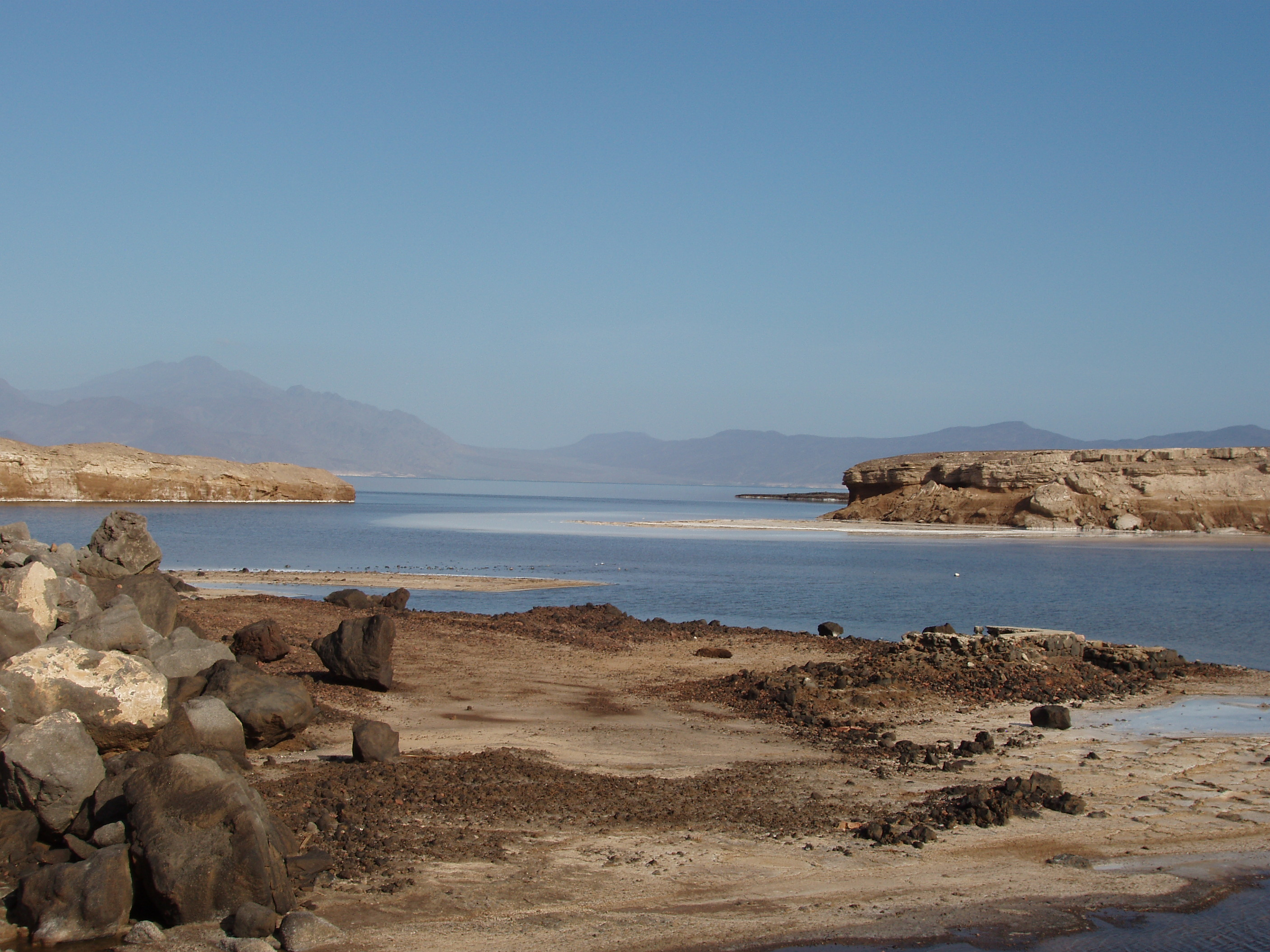
Lacul Assal reprezintă punctul de minimă altitudine din Djibouti și din Africa
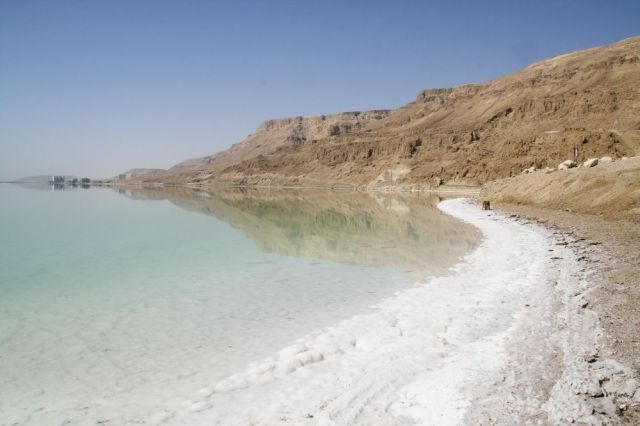
Marea Moartă reprezintă zona de cea mai redusă altitudine de pe Terra